# Liste der Biografien/Fit
Liste der Biografien |
Portal Biografien |
Personensuche
# |
A |
B |
C |
D |
E |
F |
G |
H |
I |
J |
K |
L |
M |
N |
O |
P |
Q |
R |
S |
T |
U |
V |
W |
X |
Y |
Z |
?
 
Fa |
Fe |
Ff |
Fh |
Fi |
Fj |
Fk |
Fl |
Fm |
Fn |
Fo |
Fr |
Ft |
Fu |
Fy
 
Fia |
Fib |
Fic |
Fid |
Fie |
Fif |
Fig |
Fih |
Fii |
Fij |
Fik |
Fil |
Fim |
Fin |
Fio |
Fip |
Fiq |
Fir |
Fis |
Fit |
Fiu |
Fiv |
Fix |
Fiz
Die Liste der Biografien führt alle Personen auf, die in der deutschsprachigen Wikipedia einen Artikel haben. Dieses ist eine Teilliste mit 501 Einträgen von Personen, deren Namen mit den Buchstaben „Fit“ beginnt.

## Fit
- Fit, Chrissie (* 1984), US-amerikanische SchauspielerinChrissie Fit (* 1984)

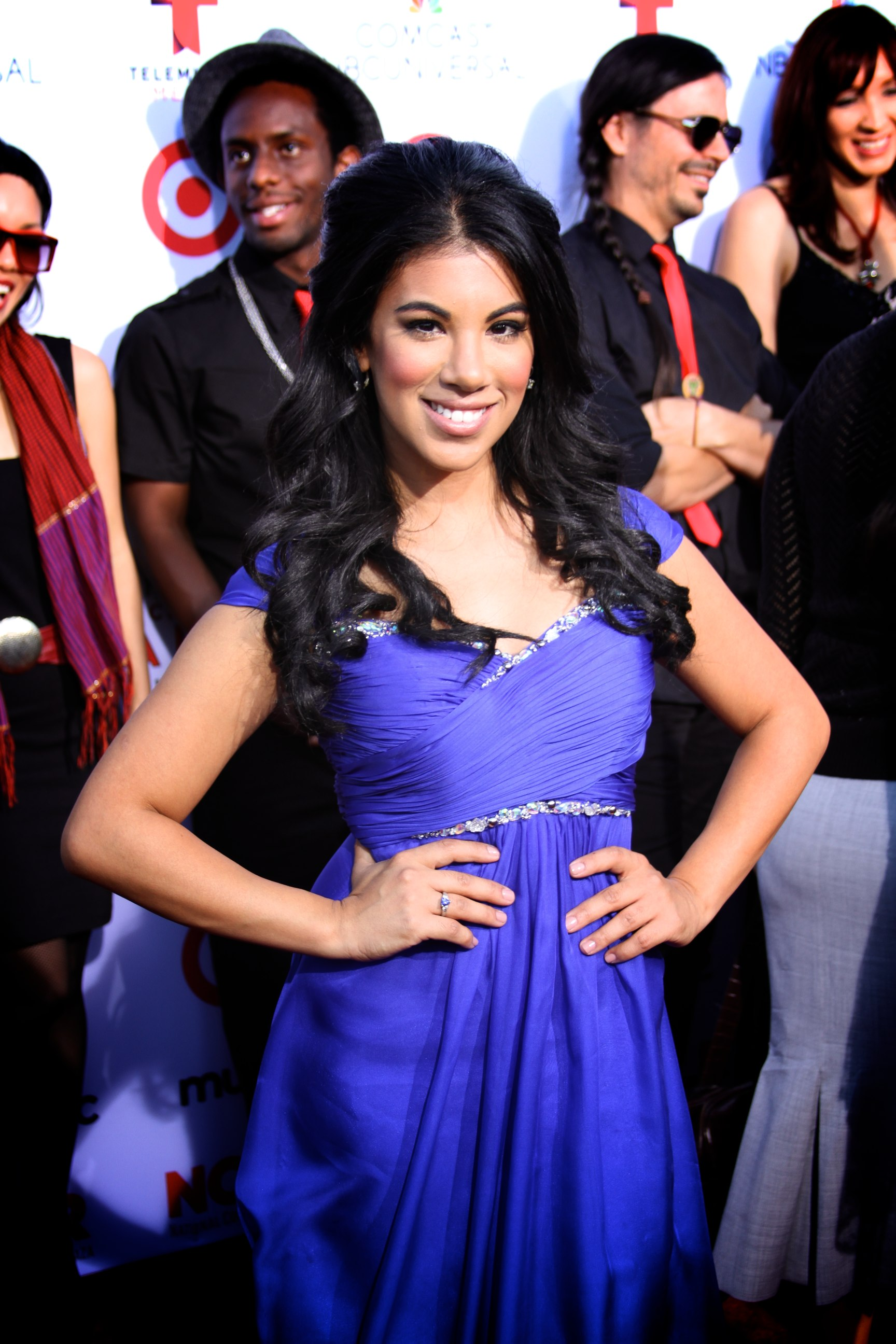
Chrissie Fit (* 1984)

### Fita
- Fita Boluda, Ángela (* 1999), spanische Tennisspielerin
- Fita i Molat, Domènec (1927–2020), katalanischer Bildhauer, Maler, Glasmaler und Zeichner

### Fitc
- Fitch, Alan (1915–1985), britischer Politiker, Unterhausabgeordneter
- Fitch, Alfred (1912–1981), US-amerikanischer Leichtathlet
- Fitch, Alison (* 1972), australische Triathletin
- Fitch, Asa (1765–1843), US-amerikanischer Offizier, Arzt und Politiker
- Fitch, Asa (1809–1879), US-amerikanischer Entomologe
- Fitch, Ashbel P. (1848–1904), US-amerikanischer Jurist und Politiker
- Fitch, Aubrey (1883–1978), US-amerikanischer Offizier, Admiral der US-Navy
- Fitch, Bill (1941–2010), US-amerikanischer Jazz-Perkussionist (Congas) und Komponist
- Fitch, Bob (1919–2003), US-amerikanischer Diskuswerfer
- Fitch, Ezra (1865–1930), US-amerikanischer Unternehmer
- Fitch, Frederic Brenton (1908–1987), US-amerikanischer Logiker
- Fitch, Graham N. (1809–1892), US-amerikanischer Politiker
- Fitch, Henry Sheldon (1909–2009), US-amerikanischer Zoologe
- Fitch, Horatio (1900–1985), US-amerikanischer Leichtathlet
- Fitch, Jabez W. (1823–1884), US-amerikanischer Politiker
- Fitch, James Marston (1909–2000), US-amerikanischer Denkmalpfleger
- Fitch, John (1743–1798), US-amerikanischer Techniker und Erfinder
- Fitch, John (1917–2012), US-amerikanischer Autorennfahrer
- Fitch, John Edgar (1918–1982), US-amerikanischer Malakologe, Fischereiwissenschaftler, Meeresbiologe und Paläontologe.
- Fitch, Joyce (1922–2012), australische Tennisspielerin
- Fitch, Mal (1926–2022), US-amerikanischer Jazz- und Unterhaltungsmusiker (Piano, Gesang)
- Fitch, Ralph († 1611), englischer Reisender
- Fitch, Tecumseh (* 1963), US-amerikanischer Verhaltensforscher und Kognitionsbiologe
- Fitch, Thomas († 1774), britischer Politiker und Gouverneur von Connecticut (1754 bis 1766)
- Fitch, Thomas (1838–1923), US-amerikanischer Politiker
- Fitch, Val (1923–2015), US-amerikanischer Elementarteilchenphysiker
- Fitch, Walter Hood (1817–1892), schottischer botanischer Illustrator
- Fitch, Walter M. (1929–2011), US-amerikanischer Molekularbiologe und Evolutions-Forscher
- Fitchett, Robert, US-amerikanischer Filmproduzent

### Fite
- Fite, Alexander Green (1892–1962), US-amerikanischer Romanist
- Fite, Chris (* 1970), US-amerikanisch-britischer Basketballspieler
- Fite, Samuel McClary (1816–1875), US-amerikanischer Politiker
- Fite, William Benjamin (1869–1932), US-amerikanischer Mathematiker und Hochschullehrer
- Fitelberg, Grzegorz (1879–1953), polnischer Komponist und Dirigent
- Fitelberg, Jerzy (1903–1951), polnischer Komponist
- Fiter i Rossell, Antoni (1706–1748), andorranischer Autor
- Fiterman, Charles (* 1933), französischer Politiker (PCF), Mitglied der Nationalversammlung

### Fitg
- Fitger, Arthur (1840–1909), deutscher Maler und Dichter
- Fitger, Emil (1848–1917), deutscher Redakteur und Politiker, MdBB

### Fith
- Fithian, Floyd (1928–2003), US-amerikanischer Politiker
- Fithian, George W. (1854–1921), US-amerikanischer Politiker

### Fiti
- Fiti, Scott (* 1995), mikronesischer Leichtathlet
- Fitial, Benigno (* 1945), US-amerikanischer Politiker
- Fitialow, Sergei Jakowlewitsch (1934–2000), sowjetisch-russischer Mathematiker, Informatiker, Kybernetiker und Hochschullehrer
- Fitilew, Roman Nikolajewitsch (* 1968), russischer Handballspieler und -trainer
- Fitinghoff, Johan († 1685), schwedischer Generalmajor
- Fitinghoff, Laura (1848–1908), schwedische Schriftstellerin
- Fitinghoff, Rosa (1872–1949), schwedische Schriftstellerin
- Fitissenko, Georgi (* 2002), kirgisischer Eishockeyspieler

### Fito
- Fitouri, Mohamed (1925–2006), tunesischer Diplomat und Politiker der Sozialistischen Destur-Partei
- Fitoussi, Grégory (* 1976), französischer SchauspielerGrégory Fitoussi (* 1976)

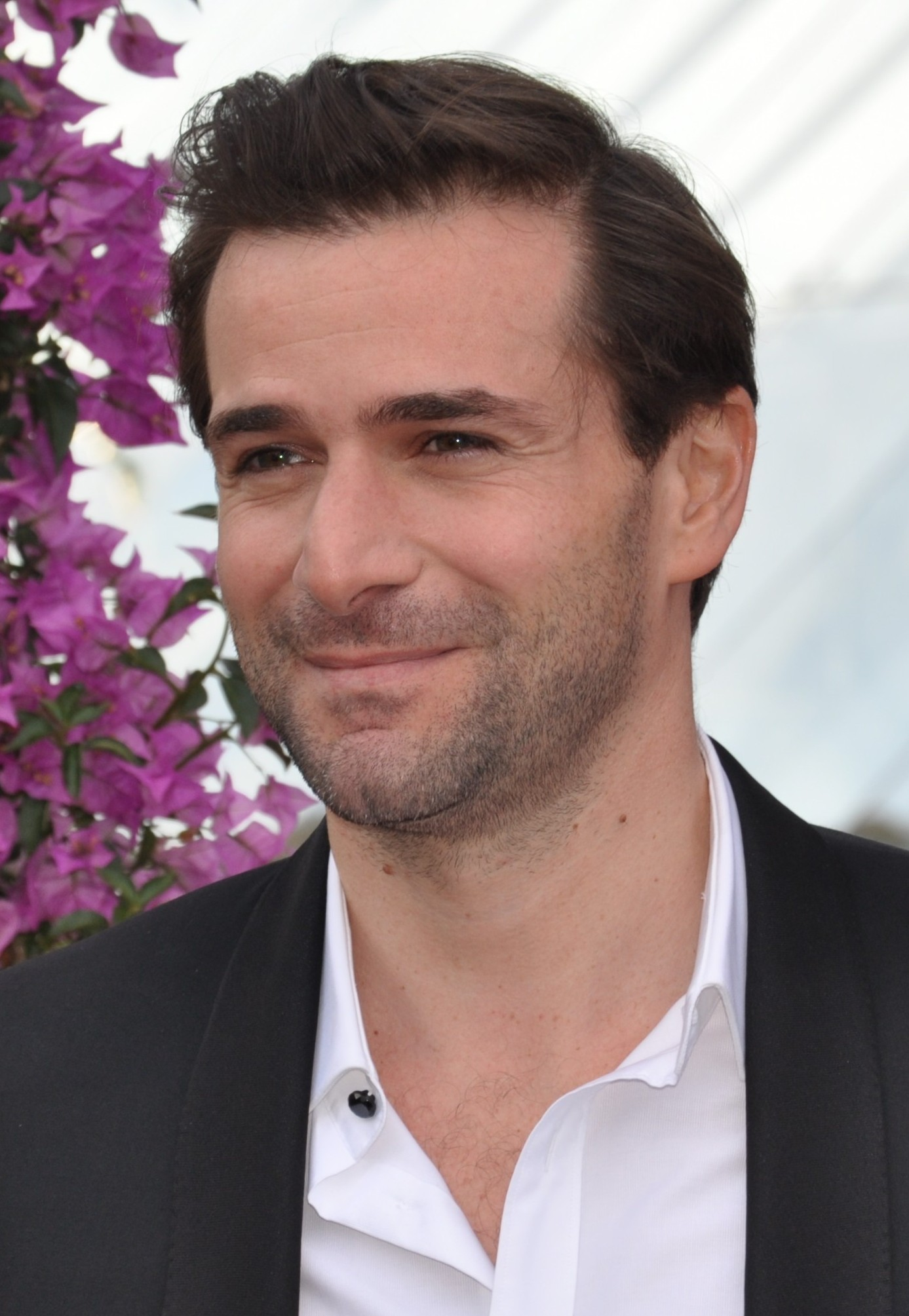
Grégory Fitoussi (* 1976)

- Fitoussi, Jean-Paul (1942–2022), französischer Ökonom
- Fitoussi, Michèle (* 1954), tunesische Journalistin und Kolumnistin

### Fitr
- Fitrat, Abdel Kadir, afghanischer Bankmanager
- Fitrat, Abdurauf (1886–1938), usbekischer Schriftsteller, Journalist, Gelehrter, Reformer und Politiker
- Fitriani (* 1998), indonesische Badmintonspielerin
- Fitriani, Dian (* 1993), indonesische Badmintonspielerin
- Fitrianto, Hari (* 1985), indonesischer Straßenradrennfahrer

### Fits
- Fitschen, Adolf (1883–1953), deutscher Jurist und Präsident des Landgerichts Wiesbaden
- Fitschen, Doris (1968–2025), deutsche FußballspielerinDoris Fitschen (1968–2025)

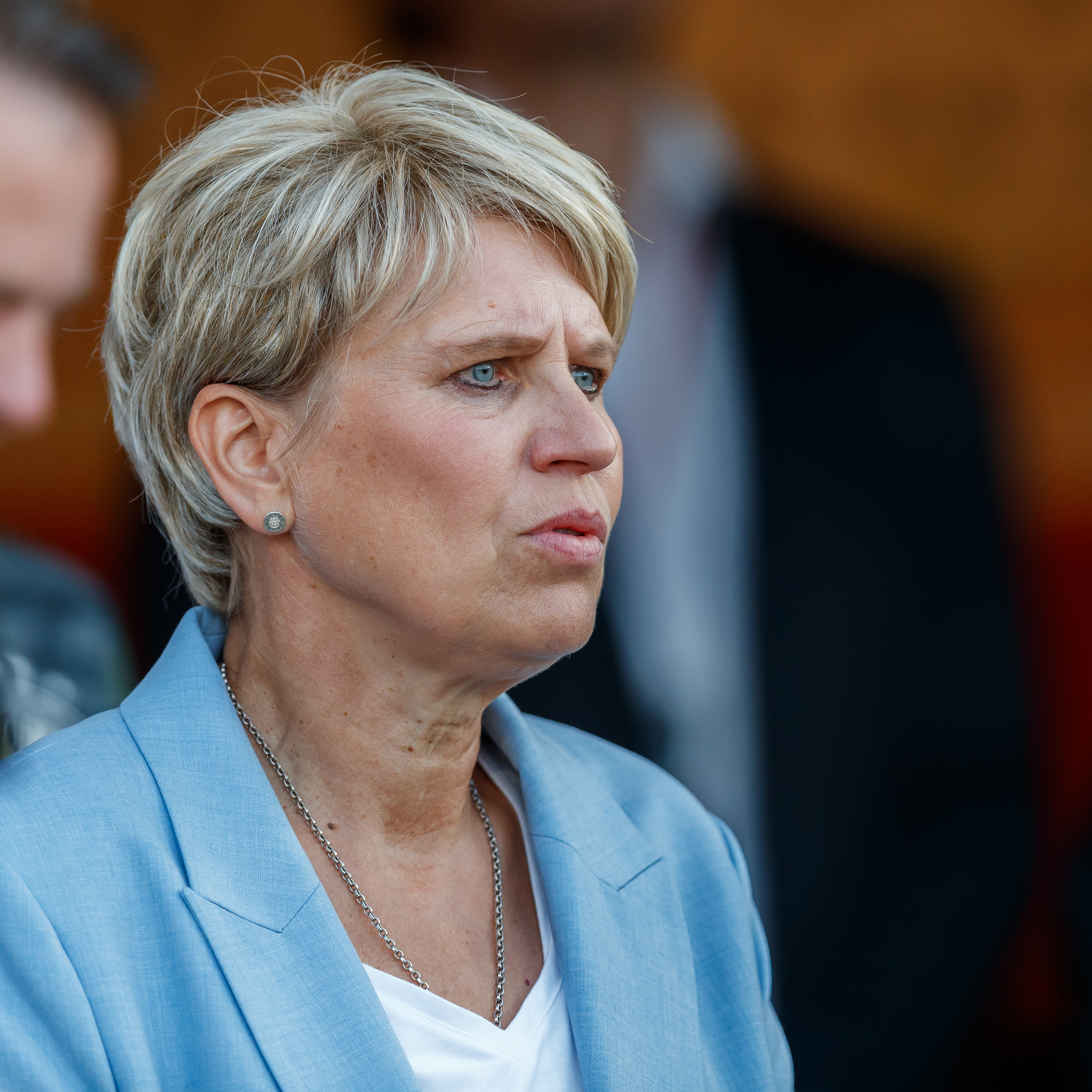
Doris Fitschen (1968–2025)

- Fitschen, Jan (* 1977), deutscher Langstreckenläufer
- Fitschen, Jost (1869–1947), deutscher Botaniker
- Fitschen, Jürgen (* 1948), deutscher Bankmanager
- Fitschen, Jürgen (* 1965), deutscher Kunsthistoriker
- Fitschen, Klaus (* 1961), deutscher Theologe und Kirchenhistoriker
- Fitschen, Thomas (* 1959), deutscher Diplomat
- Fitschen, Thomas (* 1980), deutscher Schauspieler und Synchronsprecher
- Fitscheto, Kolju (1800–1881), bulgarisch Architekt
- Fitschew, Iwan (1860–1931), bulgarischer General
- Fitsiou, Zoi (* 1995), griechische Leichtgewichts-Ruderin

### Fitt
- Fitt, Alfred B. (1923–1992), US-amerikanischer Rechtsanwalt
- Fitt, Gerry (1926–2005), britisch-nordirischer Politiker, Mitglied des House of Commons
- Fittaree Khadearee (* 2002), thailändischer Fußballspieler
- Fittbogen, Gottfried (1878–1941), deutscher Privatgelehrter und Autor
- Fitten, Marc (* 1974), US-amerikanischer Autor und Publizist
- Fitter, Richard (1913–2005), britischer Naturforscher und Naturschützer
- Fitterer, Eric (* 1993), US-amerikanischer Volleyballspieler
- Fittica, Friedrich (1850–1912), Chemiker
- Fittig, Rudolph (1835–1910), deutscher Chemiker
- Fitting, Alwin (* 1953), deutscher Arbeitnehmervertreter der RWE Power AG
- Fitting, Frédéric (1902–1998), Schweizer Fechter
- Fitting, Hans (1877–1970), deutscher Botaniker
- Fitting, Hans (1906–1938), deutscher Mathematiker
- Fitting, Hermann (1765–1847), deutscher Gutsbesitzer und Politiker
- Fitting, Hermann Heinrich (1831–1918), deutscher Jurist
- Fitting, Jakob von (1831–1898), bayerischer Oberlandesrichter, Reichsrat der Krone Bayerns
- Fitting, Johannes (1800–1840), deutscher Gutsbesitzer und Politiker
- Fitting, Karl (1912–1990), deutscher Jurist
- Fitting, Melvin (* 1942), US-amerikanischer Mathematiker
- Fitting, Wilfried (1919–2012), deutscher Internist sowie Hochschullehrer
- Fitting, Willy (1925–2017), Schweizer Degenfechter und Zahnarzt
- Fittipaldi, Christian (* 1971), brasilianischer Autorennfahrer
- Fittipaldi, Emerson (* 1946), brasilianischer AutorennfahrerEmerson Fittipaldi (* 1946)

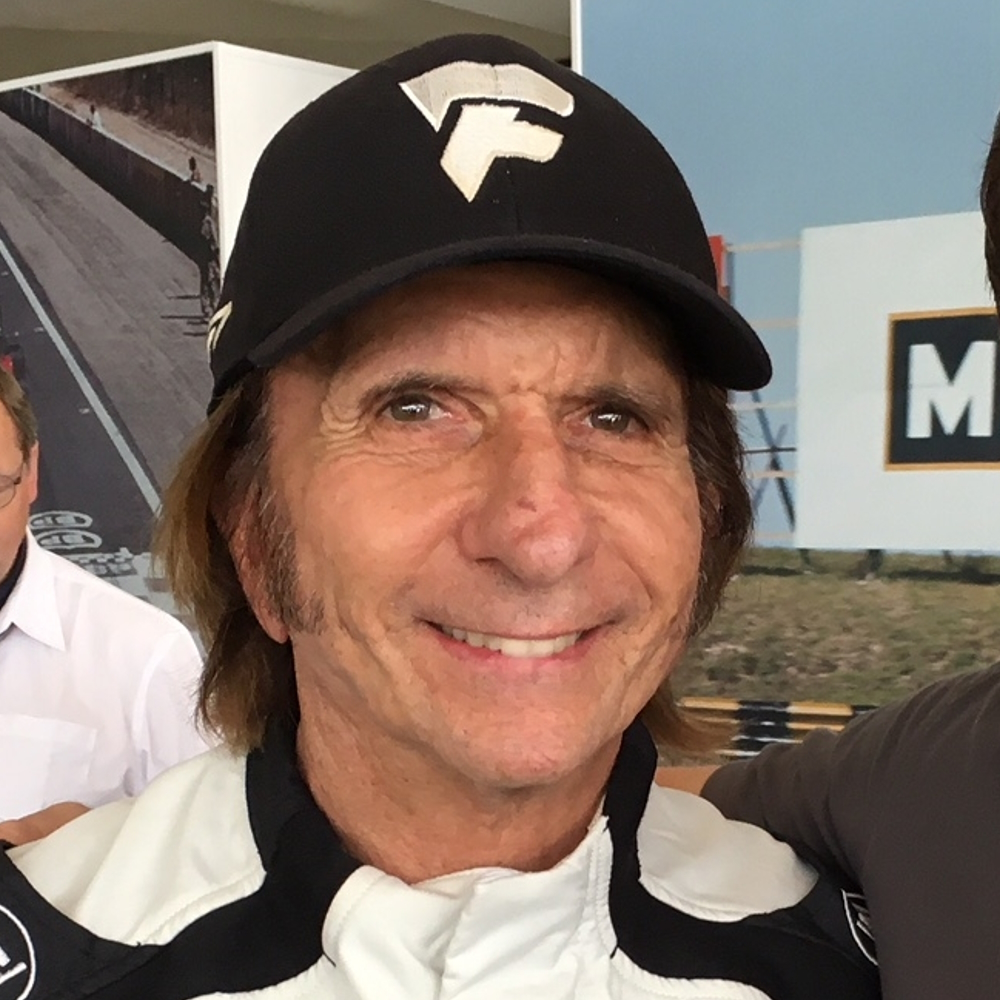
Emerson Fittipaldi (* 1946)

- Fittipaldi, Emiliano (* 1974), italienischer Journalist und Buchautor
- Fittipaldi, Enzo (* 2001), brasilianischer Automobilrennfahrer
- Fittipaldi, Pietro (* 1996), US-amerikanisch-brasilianischer Automobilrennfahrer
- Fittipaldi, Wilson (1943–2024), brasilianischer Autorennfahrer und Formel-1-Teambesitzer
- Fittje, Jannes (* 1999), deutscher Automobilrennfahrer
- Fittkau, Bernd (* 1942), deutscher Psychologe
- Fittkau, Ernst Josef (1927–2012), deutscher Zoologe
- Fittkau, Gerhard (1912–2004), deutscher Theologe, Dogmatiker, Buchautor und Publizist
- Fittkau, Ludger (* 1959), deutscher Journalist und Autor
- Fittko, Hans (1903–1960), deutscher Widerstandskämpfer und Fluchthelfer im Zweiten Weltkrieg
- Fittko, Lisa (1909–2005), österreichische Schriftstellerin und Widerstandskämpferin im Zweiten Weltkrieg
- Fittler, Karl (1894–1966), deutscher Politiker (SPD), MdL
- Fitto, Raffaele (* 1969), italienischer Politiker, Mitglied der Camera dei deputati, MdEP
- Fitton, Darryl (* 1962), englischer Dartspieler
- Fitton, Percy Douglas (1881–1946), englischer Badmintonspieler
- Fitton, William Henry (1780–1861), irischer Geologe
- Fitts, Buron (1895–1973), US-amerikanischer Politiker
- Fitts, Clarke C. (1870–1916), US-amerikanischer Jurist und Politiker
- Fitts, Dudley (1903–1968), US-amerikanischer Übersetzer und Lyriker
- Fitts, Kylie (* 1994), US-amerikanischer American-Football-Spieler
- Fitts, Paul (1912–1965), US-amerikanischer Psychologe
- Fittschen, Herbert (1922–2012), deutscher Lehrer, Heimatkundler und Autor
- Fittschen, Klaus (* 1936), deutscher Klassischer Archäologe

### Fitw
- Fitwi Sibhatu, Samuel (* 1996), deutscher LeichtathletSamuel Fitwi Sibhatu (* 1996)

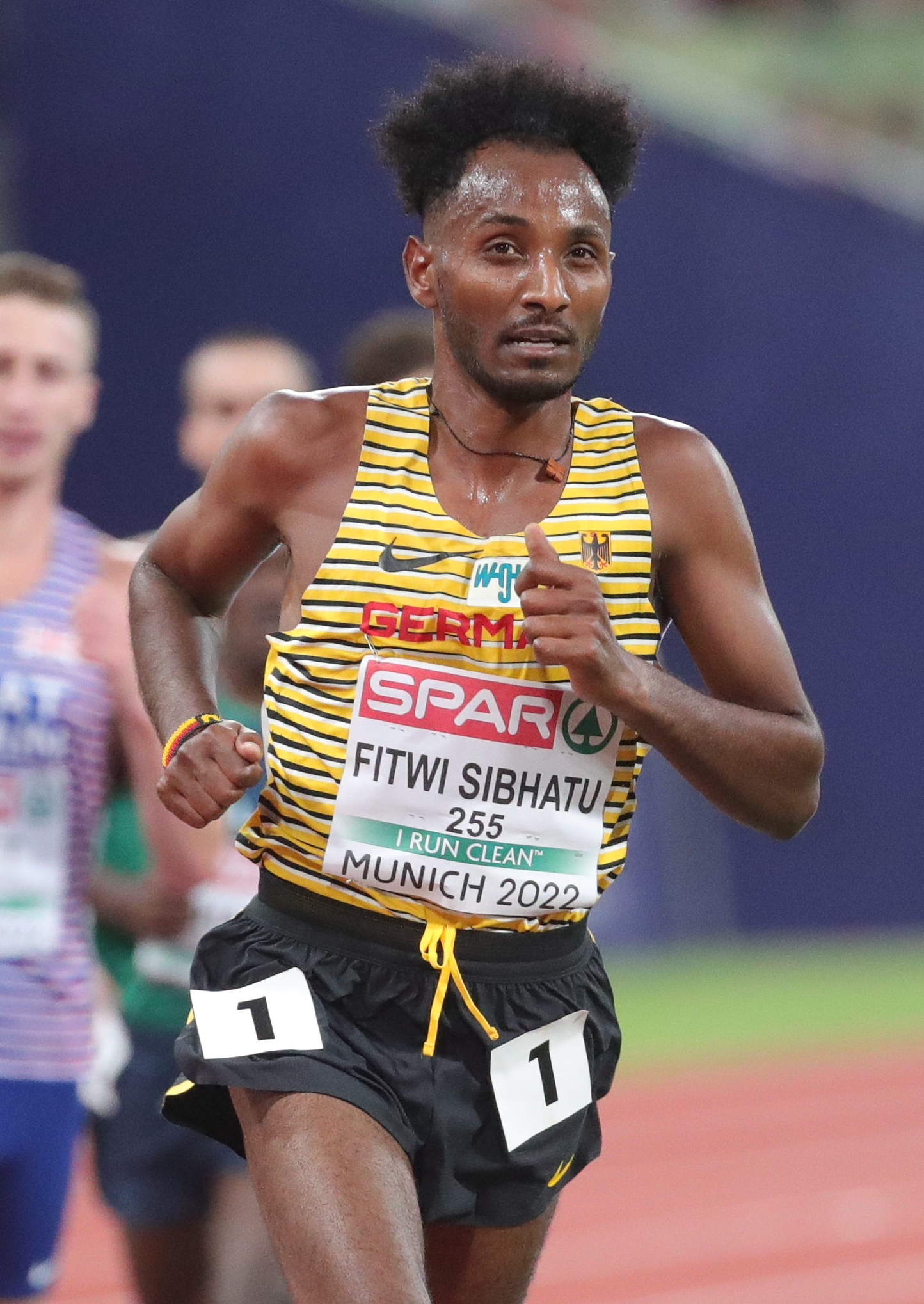
Samuel Fitwi Sibhatu (* 1996)

### Fity
- Fityan, Mohamad (* 1984), syrischer Musiker und Komponist

### Fitz
- Fitz Warin, Fulk, 1. Baron FitzWarine († 1315), englischer Adliger und Militär
- Fitz Warin, Fulk, 2. Baron FitzWarine († 1337), englischer Adliger und Militär
- Fitz, Albert (1842–1885), deutscher Biologe
- Fitz, Alexander (* 1948), russlanddeutscher Schriftsteller, Journalist und Drehbuchautor
- Fitz, Alfred (1879–1947), deutscher Gewerkschafter
- Fitz, Angelika (* 1967), österreichische Architekturtheoretikerin und Kuratorin
- Fitz, Brent (* 1970), kanadischer Musiker
- Fitz, Dominik (* 1999), österreichischer Fußballspieler
- Fitz, Ellen Eliza (1835–1886), amerikanische Erfinderin
- Fitz, Emanuel (* 1992), deutscher Schauspieler
- Fitz, Florian (* 1967), deutscher Theater- und Fernsehschauspieler
- Fitz, Florian David (* 1974), deutscher Schauspieler, Drehbuchautor und FilmregisseurFlorian David Fitz (* 1974)

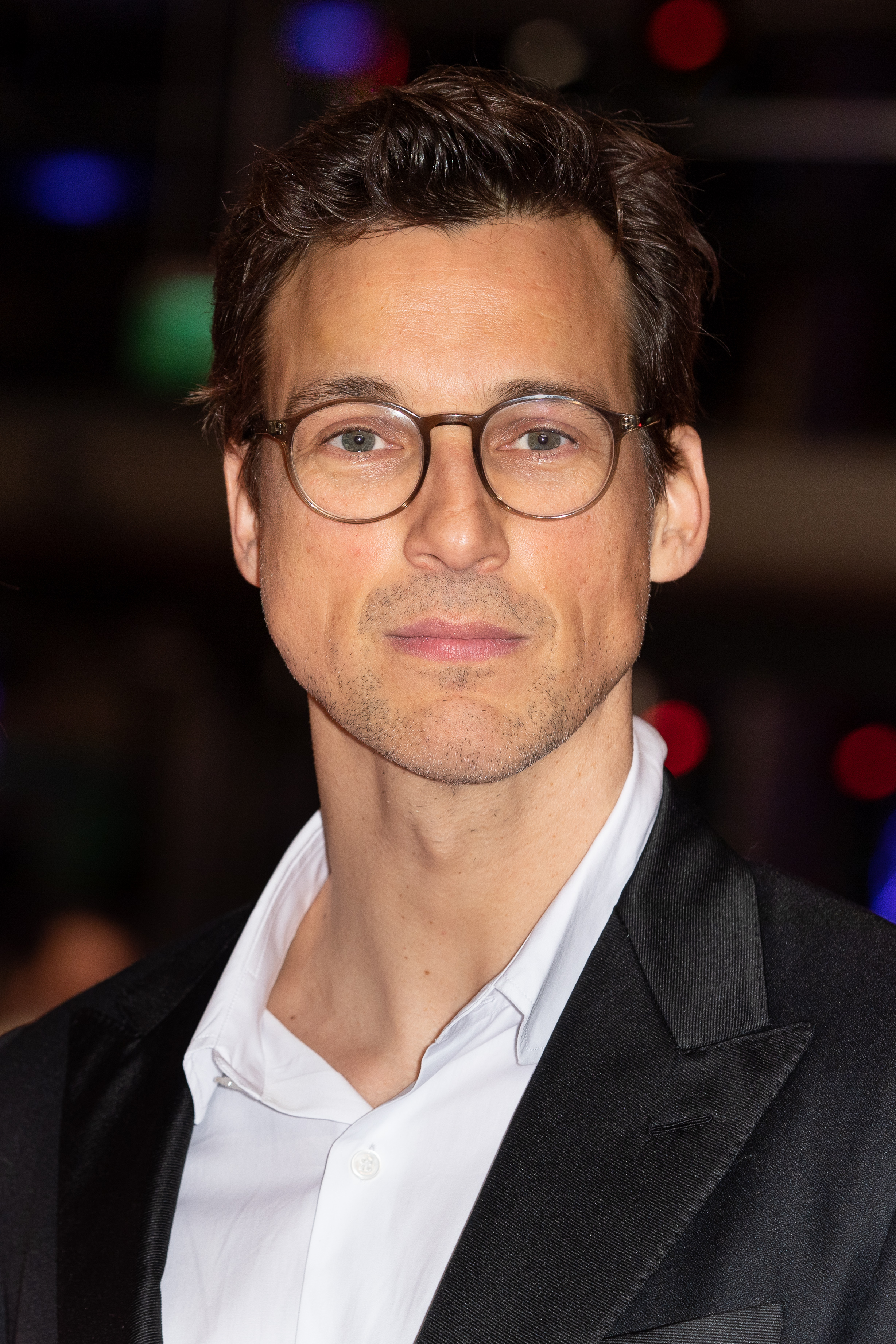
Florian David Fitz (* 1974)

- Fitz, Florian Sebastian (* 1992), österreichischer Schauspieler und Musicaldarsteller
- Fitz, Franz (1921–1960), österreichischer Fußballspieler
- Fitz, Georg (1860–1940), deutscher Weinhändler und Politiker (NLP), MdR
- Fitz, Gerd (1930–2015), deutscher Volksschauspieler
- Fitz, Hans (1891–1972), deutscher Bühnenautor, Schauspieler und Regisseur
- Fitz, Hanspeter (1929–1969), deutscher Künstler
- Fitz, Hendrikje (1961–2016), deutsche Schauspielerin
- Fitz, Henry (1808–1863), US-amerikanischer Teleskophersteller
- Fitz, Ilse (1900–1963), Schauspielerin, Hörspielsprecherin und Opernsängerin
- Fitz, Jenő (1921–2011), ungarischer provinzialrömischer Archäologe, Historiker und Numismatiker
- Fitz, Johannes (1796–1868), deutscher Kaufmann, Weingutsbesitzer und Dürkheimer Stadtrat
- Fitz, Karsten (* 1965), deutscher Amerikanist
- Fitz, Lisa (* 1951), deutsche KabarettistinLisa Fitz (* 1951)

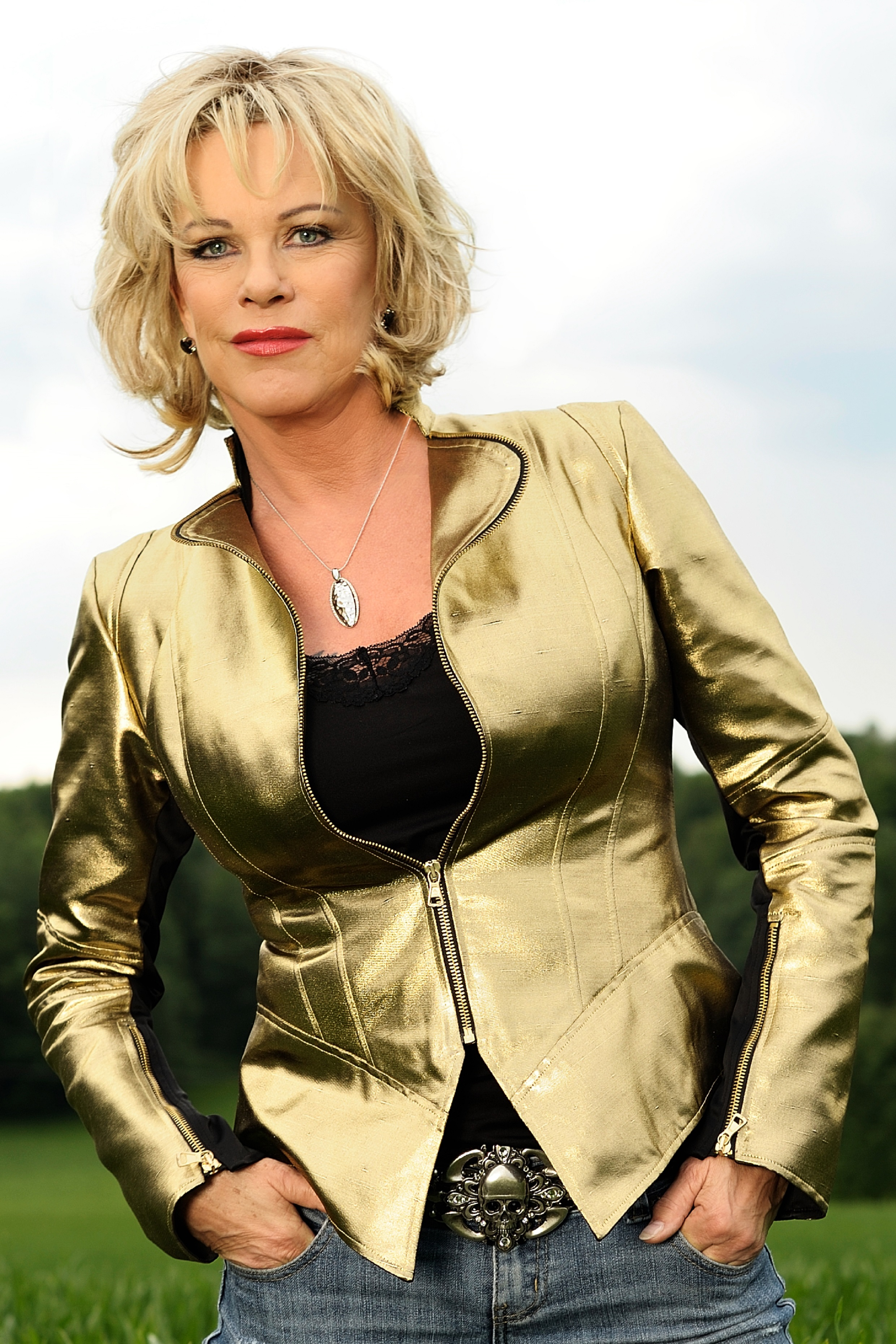
Lisa Fitz (* 1951)

- Fitz, Michael (* 1958), deutscher Schauspieler und Musiker
- Fitz, Nepo (* 1981), deutscher Musikkabarettist, Sänger, Pianist und Schauspieler
- Fitz, Peter (1931–2013), deutscher Schauspieler und Synchronsprecher
- Fitz, Robert (1900–1980), deutscher Schauspieler und Hörspielsprecher
- Fitz, Rudolf (1905–1989), sudetendeutscher Archivar
- Fitz, Ulrich (1919–2000), österreichischer Politiker (ÖVP), Landtagsabgeordneter zum Vorarlberger Landtag
- Fitz, Ute, deutsche Schauspielerin und Souffleuse
- Fitz, Veronika (1936–2020), bayerische Volksschauspielerin
- Fitz, Walter (1921–1992), deutscher Volksschauspieler
- Fitz, Wilhelm (1918–1993), österreichischer Fußballspieler
- Fitz-Gerald, John Driscoll (1873–1946), US-amerikanischer Romanist und Hispanist
- Fitz-Gerald, Sarah (* 1968), australische Squashspielerin
- Fitz-Henley, Parisa (* 1977), US-amerikanisch-jamaikanische Schauspielerin
- Fitz-James Stuart y Falcó, Jacobo (1878–1953), spanischer Diplomat
- Fitz-James Stuart, Cayetana (1926–2014), spanische AristokratinCayetana Fitz-James Stuart (1926–2014)

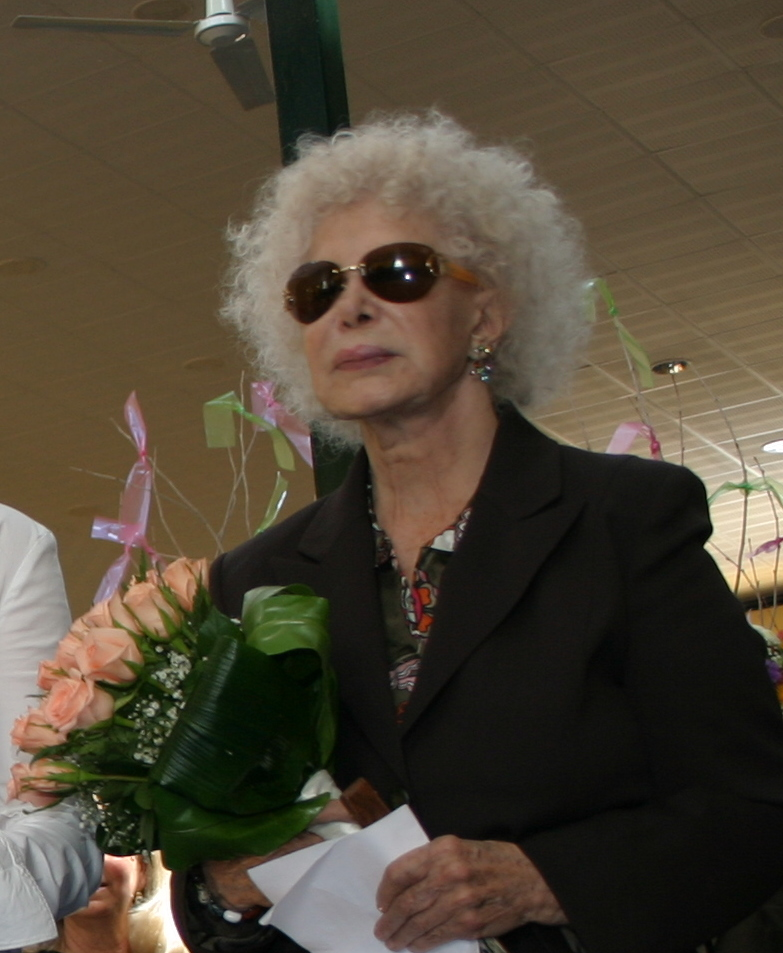
Cayetana Fitz-James Stuart (1926–2014)

- Fitz-James Stuart, James, 2. Duke of Berwick (1696–1738), spanischer und jakobitischer Adeliger
- Fitz-James Stuart, Pedro (1720–1791), spanischer Admiral
- Fitz-James, Charles de (1712–1787), französischer Militär, Marschall von Frankreich
- Fitz-James, François de (1709–1764), Herzog von Fitz-James, Hofkaplan Ludwigs XV. und Bischof von Soissons (1739–1764)
- Fitz-James, Laure Auguste de (1744–1814), Première dame d’honneur Marie Antoinettes
- Fitz-Jim, Kian (* 2003), niederländisch-surinamischer Fußballspieler
- Fitz-Simon, Richard, englischer Adliger

#### Fitza
- Fitzal, Florian (* 1974), österreichischer Chirurg
- Fitzal, Karl-Heinz (* 1945), österreichischer Offizier und Kommandant der Theresianischen Militärakademie
- Fitzalan, Alex, australischer Schauspieler
- Fitzalan, Brian, 1. Baron Fitzalan († 1306), englischer Adliger und Guardian of Scotland
- FitzAlan, Edmund, englischer Ritter
- FitzAlan, Edmund, 9. Earl of Arundel (1285–1326), englischer Magnat
- FitzAlan, Henry, Lord Mautravers (1538–1556), englischer Adliger
- FitzAlan, Joan (1347–1419), englische Adlige
- FitzAlan, John (1223–1267), englischer Adliger
- FitzAlan, John (* 1245), englischer Adliger
- FitzAlan, Philippa († 1399), englische Adlige
- FitzAlan, Richard, 11. Earl of Arundel (1346–1397), englischer Adeliger und Militärführer
- FitzAlan, Richard, 8. Earl of Arundel († 1302), englischer Magnat und Militär
- Fitzalan, Thomas, 12. Earl of Arundel (1381–1415), englischer Adliger
- FitzAlan, Thomas, 17. Earl of Arundel (1450–1524), englischer Peer
- Fitzalan, Walter, 3. High Steward of Scotland († 1241), schottischer Adliger
- FitzAlan, William, 16. Earl of Arundel (1417–1487), englischer Peer
- FitzAlan, William, 18. Earl of Arundel (1476–1544), englischer Peer und Hofbeamter
- Fitzalan-Howard, Bernard, 16. Duke of Norfolk (1908–1975), britischer Adliger
- Fitzalan-Howard, Edmund, 1. Viscount FitzAlan of Derwent (1855–1947), britischer Adliger und Politiker
- Fitzalan-Howard, Edward, 18. Duke of Norfolk (* 1956), britischer Politiker und AdligerEdward Fitzalan-Howard, 18. Duke of Norfolk (* 1956)

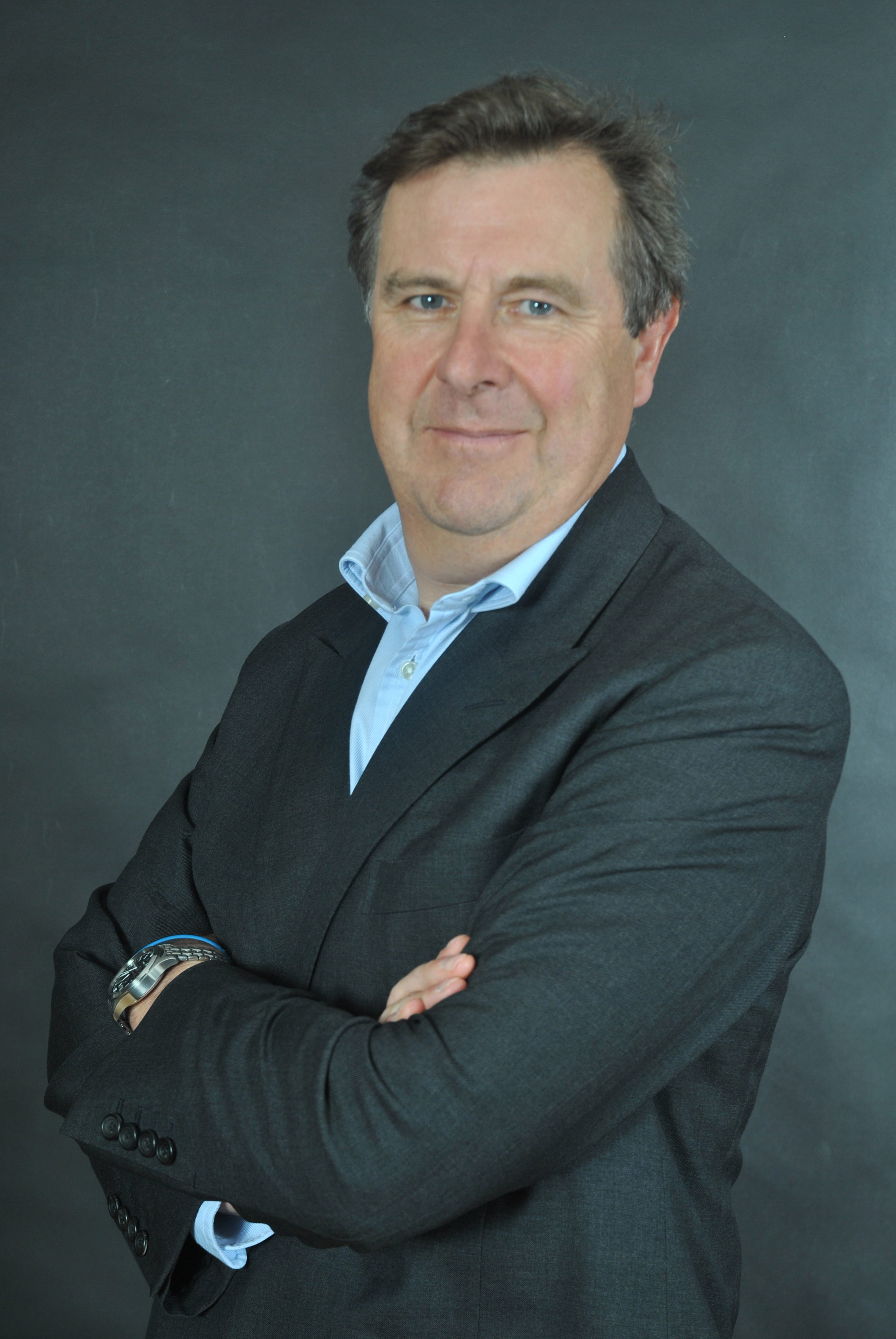
Edward Fitzalan-Howard, 18. Duke of Norfolk (* 1956)

- Fitzalan-Howard, Henry, 14. Duke of Norfolk (1815–1860), britischer Adliger und Politiker
- Fitzalan-Howard, Henry, 15. Duke of Norfolk (1847–1917), britischer Adliger und Politiker
- Fitzalan-Howard, Lavinia, Duchess of Norfolk (1916–1995), britische Adlige
- Fitzalan-Howard, Miles, 17. Duke of Norfolk (1915–2002), britischer Peer, Politiker und Militär
- Fitzau, Theo (1923–1982), deutscher Automobilrennfahrer

#### Fitzb
- Fitzball, Edward (1793–1873), englischer Theaterdichter
- Fitzbauer, Erich (* 1927), österreichischer Grafiker
- Fitzbauer, Ilse (* 1957), österreichische Politikerin (SPÖ)

#### Fitzc
- Fitzcarrald, Carlos Fermín (1862–1897), peruanischer Unternehmer und KautschukhändlerCarlos Fermín Fitzcarrald (1862–1897)

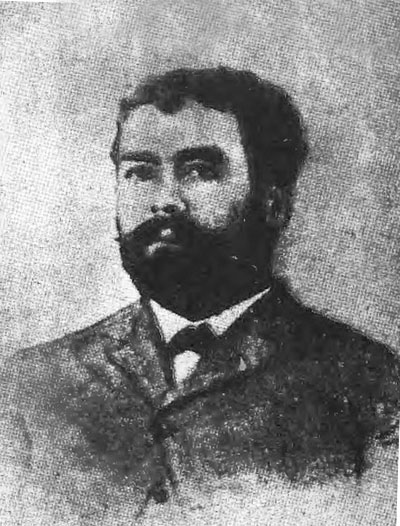
Carlos Fermín Fitzcarrald (1862–1897)

- FitzClarence, Adolphus (1802–1856), britischer Offizier der Royal Navy
- FitzClarence, Anthony, 7. Earl of Munster (1926–2000), britischer Peer
- FitzClarence, Aubrey, 4. Earl of Munster (1862–1928), britischer Peer
- FitzClarence, Augustus (1805–1854), jüngster illegitimer Sohn von König Wilhelm IV. und anglikanischer Geistlicher
- FitzClarence, Charles (1865–1914), irisch-englischer Brigadegeneral und Träger des Victoria Cross
- FitzClarence, Edward, 6. Earl of Munster (1899–1983), britischer Adliger
- FitzClarence, Frederick (1799–1854), britischer Generalleutnant, unehelicher Sohn von König William IV.
- FitzClarence, Geoffrey, 3. Earl of Munster (1859–1902), britischer Peer und Urenkel von König William IV. und seiner Mätresse Dorothea Jordan
- FitzClarence, Geoffrey, 5. Earl of Munster (1906–1975), britischer Politiker der Conservative Party
- FitzClarence, George, 1. Earl of Munster (1794–1842), britischer Peer und Offizier
- FitzClarence, Henry (1795–1817), illegitimer Sohn des späteren britischen Königs Wilhelm IV.
- FitzClarence, Wilhelmina, Countess of Munster (1830–1906), britische Adlige und Schriftstellerin
- FitzClarence, William, 2. Earl of Munster (1824–1901), britischer Peer und Enkelkind von König William IV.

#### Fitze
- Fitze, Eva-Maria (* 1982), deutsche Eiskunstläuferin
- Fitze, Hans (1903–1998), deutscher Schauspieler, Hörspielsprecher, Regisseur und Theaterintendant
- Fitze, Hans-Rudolf (* 1956), Schweizer Maler, Kupferstecher und Linolschneider
- Fitze, Manfred (* 1935), deutscher Ruderer
- Fitze, Marc (* 1974), Schweizer Organist und Harmoniumspieler
- Fitzek, Christian (* 1961), deutscher Handballspieler und -trainer
- Fitzek, Frank (* 1971), deutscher Elektroingenieur und Hochschullehrer
- Fitzek, Herbert (* 1957), deutscher Kultur- und Wirtschaftspsychologe
- Fitzek, Ingrid (* 1958), deutsche Politikerin (Bündnis 90/Die Grünen), MdL
- Fitzek, Peter (* 1965), deutscher Kampfsportler und Esoteriker
- Fitzek, Sabine (* 1958), deutsche Schriftstellerin und Ärztin
- Fitzek, Sebastian (* 1971), deutscher Journalist, Autor und Entwickler von TV-FormatenSebastian Fitzek (* 1971)

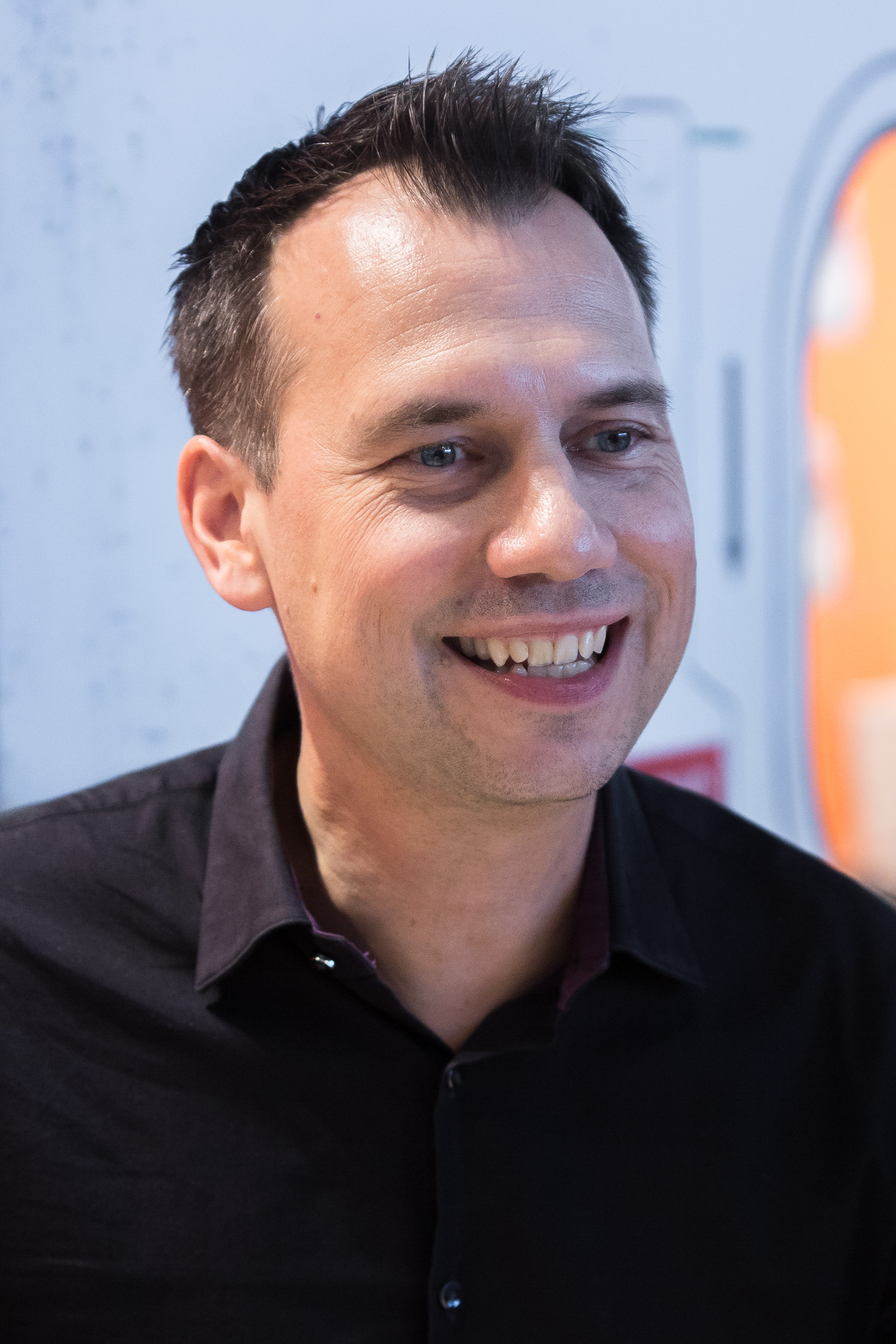
Sebastian Fitzek (* 1971)

- Fitzek, Siegurd (1928–2022), deutscher Schauspieler und Hörspielsprecher
- Fitzek, Uwe (* 1962), deutscher Politiker (parteilos)
- Fitzel, Dušan (* 1963), tschechischer Fußballspieler und -trainer
- Fitzen-Wohnsiedler, Maria (1908–1989), deutsche Keramikerin, Grafikerin, Malerin und Schriftstellerin
- Fitzenberger, Bernd (* 1963), deutscher Ökonom
- Fitzenhagen, Wilhelm (1848–1890), deutscher Cellist und Komponist, Hochschullehrer in Moskau
- Fitzenreiter, Wilfried (1932–2008), deutscher Bildhauer und Medailleur
- Fitzer, Gottfried (1903–1997), deutscher evangelischer Theologe und Neutestamentler
- Fitzer, Ulrike (* 1982), deutsche Militärpilotin und Offizierin

#### Fitzg
- Fitzgarrald, Stephen R. (1854–1926), US-amerikanischer Politiker
- FitzGeoffrey de Mandeville, William, 3. Earl of Essex († 1227), englischer Adliger und Rebell
- FitzGeorge-Balfour, Victor (1913–1994), britischer General
- FitzGerald, Alexis junior (1945–2015), irischer Politiker
- FitzGerald, Alexis senior (1917–1985), irischer Politiker
- Fitzgerald, Andy († 2003), US-amerikanischer Jazzmusiker
- Fitzgerald, Barry (1888–1961), irischer Schauspieler
- Fitzgerald, Benedict (1949–2024), US-amerikanischer Drehbuchautor
- Fitzgerald, Brian (* 1947), irischer Politiker
- Fitzgerald, Caitlin (* 1983), US-amerikanische Schauspielerin und FilmproduzentinCaitlin Fitzgerald (* 1983)

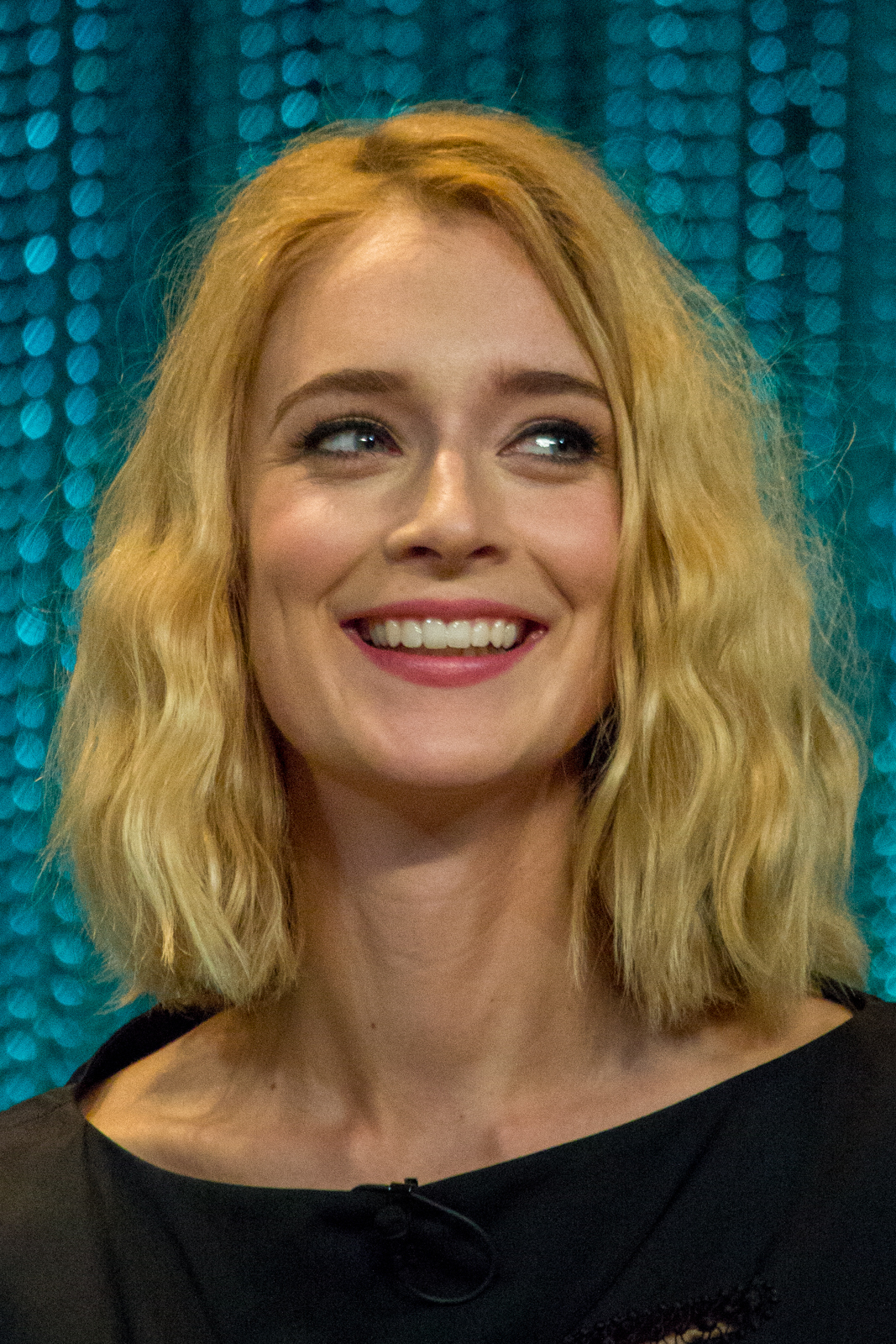
Caitlin Fitzgerald (* 1983)

- Fitzgerald, Casey, US-amerikanische Schauspielerin und Synchronsprecherin
- Fitzgerald, Charles (1791–1887), britischer Marineoffizier, Gouverneur von Gambia und Western Australia
- Fitzgerald, Charles Patrick (1902–1992), britisch-australischer Historiker
- Fitzgerald, Colin (* 1955), australischer Radrennfahrer
- Fitzgerald, Dan (1928–2017), US-amerikanischer Schauspieler
- FitzGerald, Desmond (1888–1947), irischer Politiker, mehrfacher Minister
- Fitzgerald, Eamon (* 1945), irischer Geistlicher, Generalabt der Trappisten
- Fitzgerald, Eamonn (1906–1958), irischer Dreispringer
- Fitzgerald, Edward (1763–1798), irischer Adliger und Politiker
- FitzGerald, Edward (1809–1883), englischer Dichter und Übersetzer persischsprachiger Dichtung (Chayyam)
- Fitzgerald, Edward (1890–1966), US-amerikanischer Eishockeyspieler
- FitzGerald, Eithne (* 1950), irische Politikerin der Irish Labour Party
- Fitzgerald, Ella (1917–1996), US-amerikanische Jazz-Sängerin
- Fitzgerald, Erin (* 1972), kanadische Schauspielerin und Synchronsprecherin
- Fitzgerald, F. Scott (1896–1940), US-amerikanischer SchriftstellerF. Scott Fitzgerald (1896–1940)

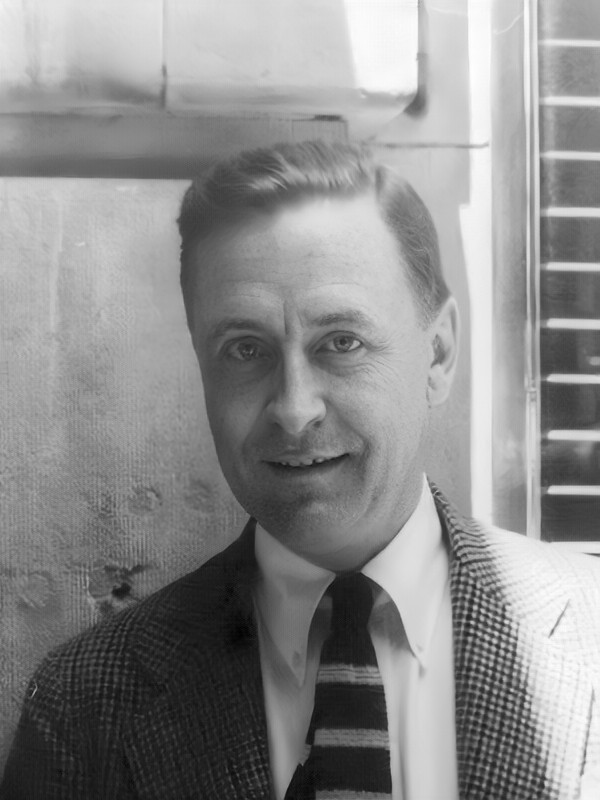
F. Scott Fitzgerald (1896–1940)

- Fitzgerald, Fern (* 1947), US-amerikanische Schauspielerin
- FitzGerald, Frances (* 1940), US-amerikanische Autorin und Journalistin
- Fitzgerald, Frances (* 1950), irische Politikerin (Fine Gael)
- Fitzgerald, Frances Scott (1921–1986), US-amerikanische Schriftstellerin und Journalistin
- Fitzgerald, Frank (1885–1939), US-amerikanischer Politiker
- Fitzgerald, Frank T. (1857–1907), US-amerikanischer Jurist und Politiker
- Fitzgerald, Frankie (* 1985), englischer Schauspieler
- FitzGerald, Frederick Richard (1869–1944), britischer Landschaftsmaler und Aquarellist
- Fitzgerald, Gale (* 1951), US-amerikanische Fünfkämpferin und Hürdenläuferin
- FitzGerald, Garret (1926–2011), irischer Politiker und Premierminister
- FitzGerald, Gene (1932–2007), irischer Politiker (Fianna Fáil), MdEP
- FitzGerald, George, britischer DJ und Musikproduzent
- FitzGerald, George Francis (1851–1901), irischer Physiker
- FitzGerald, Gerald, 8. Duke of Leinster (1914–2004), irisch-britischer und Politiker
- FitzGerald, Gerald, 8. Earl of Kildare († 1513), irischer Peer und Lord Deputy von Irland
- FitzGerald, Gerald, 9. Earl of Kildare (1487–1534), irischer Peer und Lord Deputy von Irland
- Fitzgerald, Geraldine (1913–2005), irisch-amerikanische Schauspielerin
- Fitzgerald, Glenn (* 1971), US-amerikanischer Schauspieler
- Fitzgerald, Jack (* 1899), australischer Radrennfahrer
- FitzGerald, James (1818–1896), englisch-neuseeländischer Kolonialist, Zeitungsgründer, Journalist und Politiker in Neuseeland
- FitzGerald, James (1910–1973), US-amerikanischer Bildhauer und Maler
- Fitzgerald, James Edward (1938–2003), US-amerikanischer katholischer Bischof
- FitzGerald, James FitzMaurice († 1579), irischer Rebell
- Fitzgerald, James Martin (1920–2011), US-amerikanischer Jurist
- Fitzgerald, John (1886–1963), kanadischer Langstreckenläufer
- Fitzgerald, John (* 1948), US-amerikanischer American-Football-Spieler
- Fitzgerald, John (* 1960), australischer Tennisspieler
- Fitzgerald, John D. (1906–1988), US-amerikanischer Schriftsteller
- Fitzgerald, John F. (1863–1950), US-amerikanischer PolitikerJohn F. Fitzgerald (1863–1950)

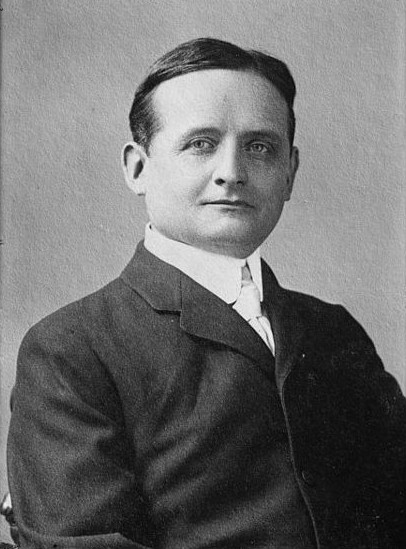
John F. Fitzgerald (1863–1950)

- Fitzgerald, John Joseph (1872–1952), US-amerikanischer Politiker
- Fitzgerald, John, Baron Fitzgerald (1816–1889), irisch-britischer Jurist und Politiker, Mitglied des House of Commons
- Fitzgerald, Joseph (1904–1987), US-amerikanischer Eishockeyspieler
- Fitzgerald, Joseph Patrick (1914–1986), irischer Erzbischof in Südafrika
- Fitzgerald, Katherine A., irisch-amerikanische Immunologin
- Fitzgerald, Kenji, australischer Schauspieler, Musiker, Songwriter, Kampfsportler und Tänzer
- Fitzgerald, Larry (* 1983), US-amerikanischer American-Football-SpielerLarry Fitzgerald (* 1983)

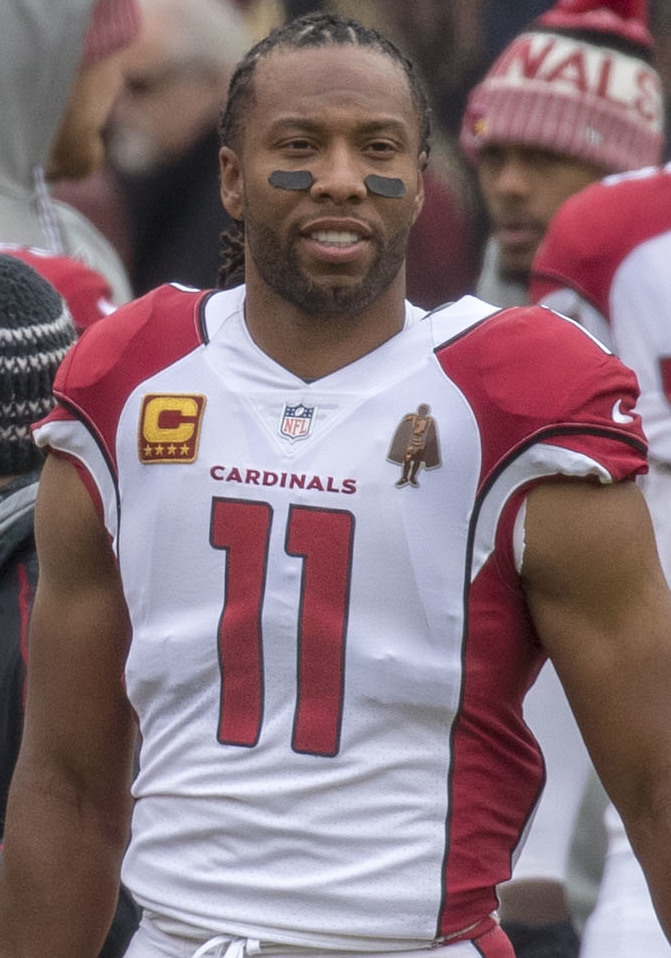
Larry Fitzgerald (* 1983)

- Fitzgerald, Lawrence J. († 1918), irisch-amerikanischer Geschäftsmann und Politiker
- Fitzgerald, Liam (1949–2025), irischer Politiker (Fianna Fáil)
- Fitzgerald, Luke (* 1987), irischer Rugbyspieler
- FitzGerald, Mabel Purefoy (1872–1973), britische Physiologin und klinische Pathologin
- FitzGerald, Maurice, 2. Earl of Desmond (* 1336), irischer Adliger
- Fitzgerald, Michael (* 1937), britischer Geistlicher, emeritierter Erzbischof und Diplomat des Heiligen Stuhls sowie Kardinal
- Fitzgerald, Michael (* 1946), irischer Psychiater
- Fitzgerald, Michael (* 1951), Film- und Fernsehschauspieler
- Fitzgerald, Michael (* 1988), japanischer Fußballspieler
- Fitzgerald, Michael Joseph (* 1948), US-amerikanischer römisch-katholischer Geistlicher, Weihbischof in Philadelphia
- Fitzgerald, Neil (1892–1982), irischer Schauspieler
- Fitzgerald, Patrik (* 1956), englischer Sänger und Punk-Poet
- Fitzgerald, Paudie (1933–2020), irischer Radrennfahrer
- Fitzgerald, Paul (1922–2017), australischer Porträtmaler
- Fitzgerald, Penelope (1916–2000), britische Schriftstellerin
- Fitzgerald, Peter (* 1953), australischer Sprinter
- Fitzgerald, Peter (* 1960), US-amerikanischer Politiker
- Fitzgerald, Robert (1923–2005), US-amerikanischer Eisschnellläufer
- Fitzgerald, Roy G. (1875–1962), US-amerikanischer Politiker
- Fitzgerald, Rusty (* 1972), US-amerikanischer Eishockeyspieler
- Fitzgerald, Scott (* 1948), britischer Sänger
- Fitzgerald, Scott L. (* 1963), US-amerikanischer Politiker der Republikanischen Partei
- Fitzgerald, Skye (* 1970), US-amerikanischer Filmemacher und Dokumentarfilmer
- Fitzgerald, Sudesh (* 1986), guyanischer Dartspieler
- Fitzgerald, Susan (1949–2013), irische Schauspielerin mit Charakterrollen in Film, Fernsehen und Theater
- Fitzgerald, Tara (* 1967), britische Schauspielerin
- Fitzgerald, Thom (* 1968), US-amerikanischer Filmregisseur
- Fitzgerald, Thomas (1796–1855), US-amerikanischer Politiker
- FitzGerald, Thomas, 10. Earl of Kildare (1513–1537), irischer Adliger und Rebell
- Fitzgerald, Tom (* 1968), US-amerikanischer Eishockeyspieler und -funktionär
- Fitzgerald, Walter James (1883–1947), US-amerikanischer römisch-katholischer Ordensgeistlicher, Apostolischer Vikar von Alaska
- Fitzgerald, Willa (* 1991), US-amerikanische SchauspielerinWilla Fitzgerald (* 1991)

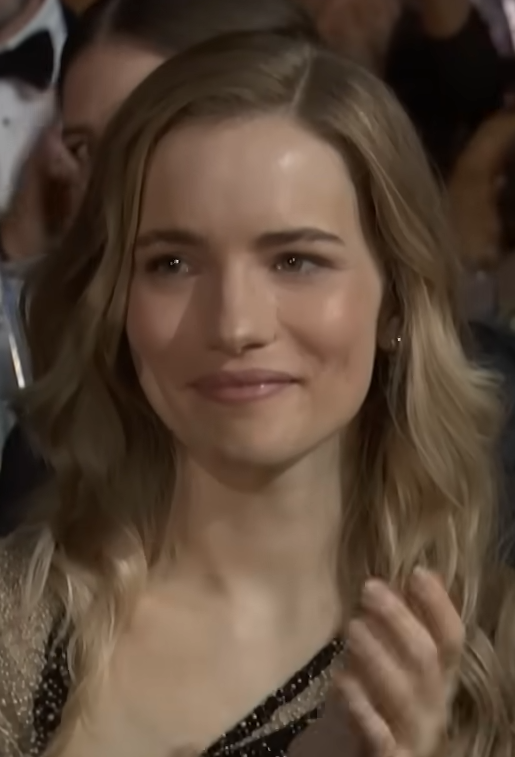
Willa Fitzgerald (* 1991)

- Fitzgerald, William (1799–1864), US-amerikanischer Politiker
- FitzGerald, William (1906–1974), irischer Chief Justice
- Fitzgerald, William J. (1887–1947), US-amerikanischer Politiker
- Fitzgerald, William James (1861–1937), US-amerikanischer Politiker
- Fitzgerald, William Michael (1903–1971), irischer römisch-katholischer Ordensgeistlicher und Weihbischof in Port of Spain
- Fitzgerald, William T. (1858–1939), US-amerikanischer Politiker
- Fitzgerald, William Vincent (1867–1929), australischer Botaniker
- Fitzgerald, Zelda (1900–1948), US-amerikanische Autorin
- Fitzgerald-Brown, Benita (* 1961), US-amerikanische Hürdenläuferin und Olympiasiegerin
- FitzGerald-Kenney, James (1878–1956), irischer Politiker (Cumann na nGaedheal und Fine Gael)
- Fitzgibbon, Abraham (1823–1887), irischer Eisenbahningenieur
- Fitzgibbon, Brian (* 1952), irischer Maler und Grafiker
- Fitzgibbon, Constantine (1919–1983), irischer Historiker, Journalist und Schriftsteller
- Fitzgibbon, Edmund Joseph (1925–2010), irischer Ordensgeistlicher, Missionar und römisch-katholischer Bischof von Warri in Nigeria
- Fitzgibbon, Eric (1936–2015), australischer Politiker
- Fitzgibbon, Herb (* 1942), US-amerikanischer Tennisspieler
- FitzGibbon, James (1780–1863), britischer Offizier
- FitzGibbon, Jim, irischer Badmintonspieler
- Fitzgibbon, Joel (* 1962), australischer Politiker
- Fitzgibbon, Paul (1903–1975), US-amerikanischer American-Football-Spieler und Neurologe
- Fitzgibbon, Robbie (1996–2024), britisch-irischer Leichtathlet
- Fitzgibbons, John (1868–1941), US-amerikanischer Politiker
- Fitzgibbons, Sally (* 1990), australische Surferin

#### Fitzh
- Fitzhamon, Lewin (1869–1961), britischer Filmregisseur
- Fitzhamon, Robert († 1107), normannischer Adliger
- Fitzhenry, Louis (1870–1935), US-amerikanischer Jurist und Politiker
- Fitzherbert, Maria (1756–1837), Ehefrau von König Georg IV. von EnglandMaria Fitzherbert (1756–1837)

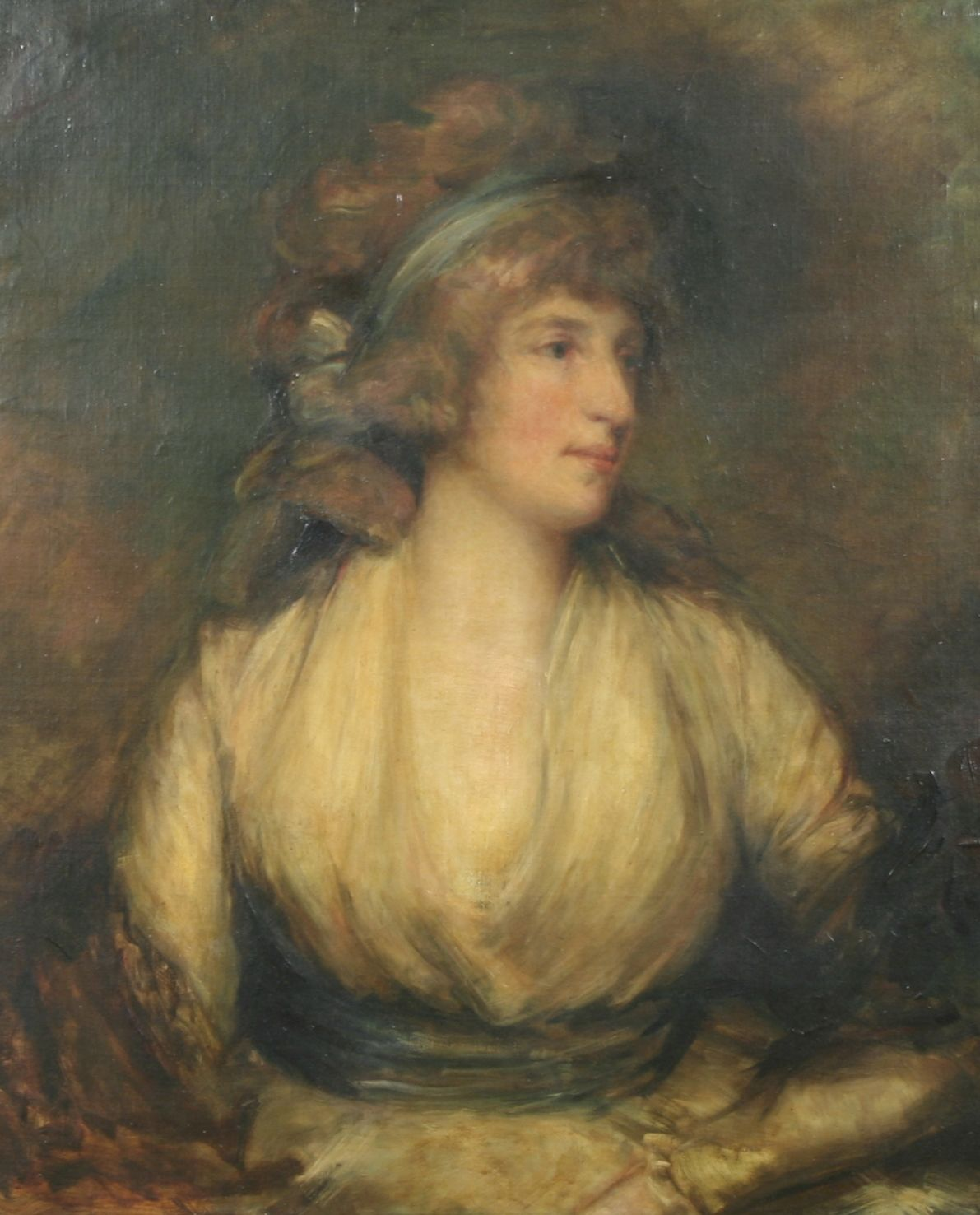
Maria Fitzherbert (1756–1837)

- Fitzherbert, William († 1154), Erzbischof von York
- Fitzhugh Custis, Mary Lee (1788–1853), Laienführerin der Episkopalkirche in Alexandria County
- Fitzhugh, George (1806–1881), US-amerikanischer Jurist und Befürworter der Sklaverei
- Fitzhugh, Henry (1801–1866), US-amerikanischer Politiker
- FitzHugh, Henry, 5. Baron FitzHugh (1429–1472), englischer Adliger
- Fitzhugh, Louise (1928–1974), US-amerikanische Kinder- und Jugendbuchautorin und -illustratorin
- Fitzhugh, Scott (1888–1956), US-amerikanischer Politiker
- Fitzhugh, William (1741–1809), US-amerikanischer Politiker

#### Fitzi
- Fitzi, Hans Peter (1937–2020), schweizerischer Theaterregisseur und -autor
- Fitzi, Johann Ulrich (1798–1855), Schweizer Zeichner, Maler, Kolorist, Modelstecher sowie Zeichenlehrer
- Fitzi, Seraina (* 2003), Schweizer Unihockeyspielerin
- Fitzi, Silas (* 1999), Schweizer Unihockeyspieler
- Fitzi, Yannic (* 2001), Schweizer Unihockeyspieler
- Fitzinger, Gerhard (1947–2016), österreichischer Komponist und Musikpädagoge
- Fitzinger, Hans (1924–2015), österreichischer Soldat, Lehrer, Musiker und Autor
- Fitzinger, Leopold (1802–1884), österreichischer Zoologe

#### Fitzj
- Fitzjames, Henry (1673–1702), illegitimer Sohn König Jakobs II. von England und Jakobit
- Fitzjames, James, 1. Duke of Berwick (1670–1734), französischer Heerführer und MarschallJames Fitzjames, 1. Duke of Berwick (1670–1734)

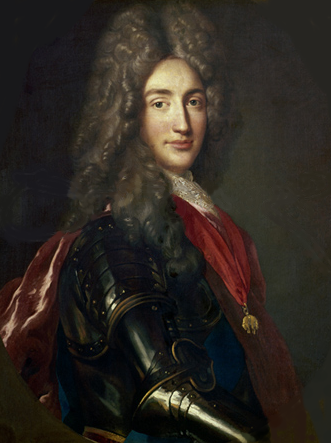
James Fitzjames, 1. Duke of Berwick (1670–1734)

#### Fitzk
- Fitzke, Franz (* 1957), deutscher Journalist
- Fitzkow, Karl (1900–1970), deutscher Heimatforscher, Denkmalschützer

#### Fitzl
- Fitzler, Kurt (1885–1914), deutscher Althistoriker
- FitzLewis, Henry († 1480), englischer Ritter

#### Fitzm
- Fitzmann, Johann (1637–1694), deutscher Arzt und Stadtphysicus von Lübeck
- Fitzmartin, Joseph (* 1943), US-amerikanischer Komponist und Dirigent
- Fitzmaurice, Edmond John (1881–1962), irisch-US-amerikanischer Geistlicher, römisch-katholischer Bischof von Wilmington
- Fitzmaurice, Edmond, 1. Baron Fitzmaurice (1846–1935), britischer Politiker, Unterhausabgeordneter und Peer, Schriftsteller
- Fitzmaurice, George (1885–1940), US-amerikanischer Filmregisseur
- Fitzmaurice, Gerald (1901–1982), britischer Jurist, Richter am Internationalen Gerichtshof und am Europäischen Gerichtshof für Menschenrechte
- Fitzmaurice, Jack (1928–2005), englischer Snookerspieler
- Fitzmaurice, James (1898–1965), irischer PilotJames Fitzmaurice (1898–1965)

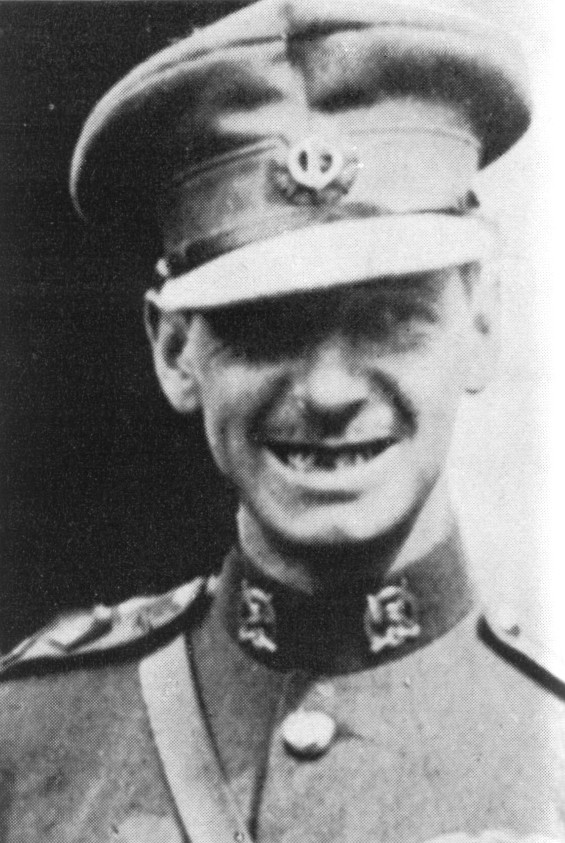
James Fitzmaurice (1898–1965)

- Fitzmaurice, John (1947–2003), britischer Politikwissenschaftler und Politiker
- Fitzmaurice, John Edmund (1839–1920), US-amerikanischer römisch-katholischer Geistlicher
- FitzMaurice, Mary, 4. Countess of Orkney (1755–1831), britische Adlige
- Fitzmaurice, Michael (* 1969), irischer Politiker
- FitzMaurice, Ulysses (1744–1772), britischer Kolonialbeamter in St. Vincent und der Karibik
- Fitzmaurice-Kelly, James (1858–1923), britischer Hispanist
- Fitzmorris, Audriana (* 1997), US-amerikanische Volleyballspielerin
- Fitzmorris, Jimmy (1921–2021), US-amerikanischer Politiker
- Fitzmyer, Joseph (1920–2016), US-amerikanischer Jesuit und Bibelwissenschaftler

#### Fitzn
- Fitzner, Christian (* 1962), deutscher Dirigent
- Fitzner, Horst (1930–2020), deutscher Bezirksverwaltungsleiter des Ministeriums für Staatssicherheit (MfS), SED-Funktionär
- Fitzner, Kai-Eric (* 1970), deutscher Autor
- Fitzner, Meike (* 1969), deutsche Fußballspielerin
- Fitzner, Otto (1888–1946), deutscher Ingenieur, Bergwerksdirektor und Wehrwirtschaftsführer in Schlesien
- Fitzner, Rudolf (1868–1934), österreichischer Geiger und Musikpädagoge
- Fitzner, Sebastian (* 1982), deutscher Kunstwissenschaftler
- Fitzner, Sebastian (* 1994), deutscher Synchronsprecher
- Fitzner, Thomas (* 1960), österreichischer Schriftsteller und Journalist
- Fitzner, Wilhelm (1833–1905), Kesselfabrikant
- Fitzner, Wilhelm (1891–1950), deutscher Verwaltungsjurist und Politiker (SPD)

#### Fitzo
- FitzOsbern, William, 1. Earl of Hereford (1020–1071), Verwandter und Ratgeber von Wilhelm dem Eroberer

#### Fitzp
- Fitzpatrick, Alan, britischer Produzent und DJ
- Fitzpatrick, Becca (* 1979), US-amerikanische Autorin
- Fitzpatrick, Benjamin (1802–1869), US-amerikanischer Politiker
- Fitzpatrick, Bernard, 2. Baron Castletown (1849–1937), britischer Peer, Politiker und Offizier
- Fitzpatrick, Brian, schottischer Politiker
- Fitzpatrick, Brian (* 1973), US-amerikanischer Politiker der Republikanischen Partei
- FitzPatrick, Carole (* 1959), US-amerikanische Opern-, Operetten-, Lied- und Oratoriensängerin (Sopran)
- Fitzpatrick, Charles (1853–1942), kanadischer Richter, Vorsitzender des Obersten Gerichtshofes, Vizegouverneur von Québec
- Fitzpatrick, Colleen (* 1955), US-amerikanische genetische Genealogin
- Fitzpatrick, Colleen (* 1970), US-amerikanische Sängerin und Schauspielerin
- Fitzpatrick, Dermot (1940–2022), irischer Politiker
- Fitzpatrick, Desmond (1912–2002), britischer General, Vizegouverneur von Jersey
- Fitzpatrick, Emma (* 1985), US-amerikanische Schauspielerin und SängerinEmma Fitzpatrick (* 1985)

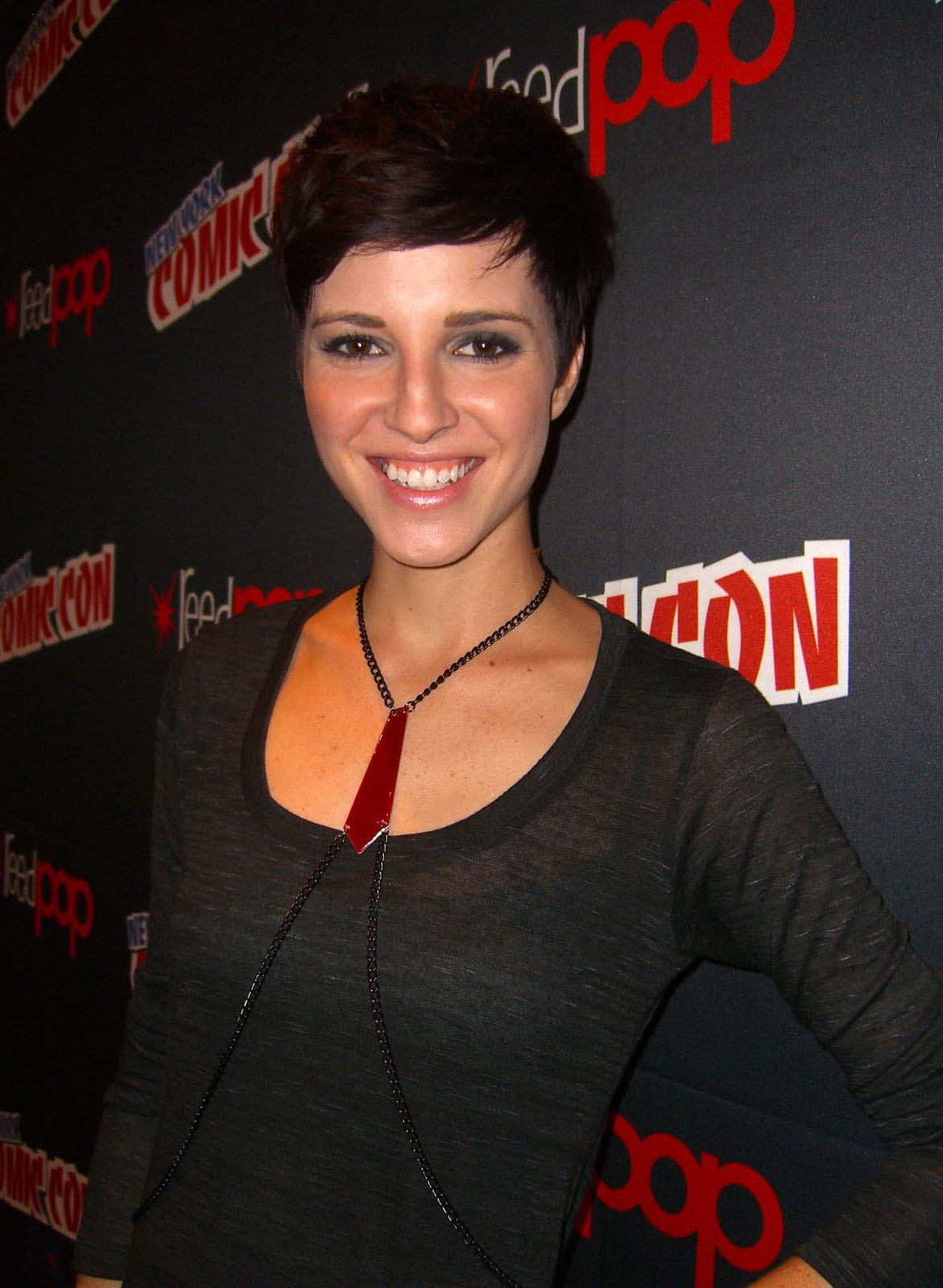
Emma Fitzpatrick (* 1985)

- Fitzpatrick, Geraldine (* 1958), australische Informatikerin und Hochschullehrerin
- Fitzpatrick, Greg, US-amerikanischer Stuntman und Schauspieler
- Fitzpatrick, James M. (1869–1949), US-amerikanischer Politiker
- FitzPatrick, James Percy (1862–1931), südafrikanischer Politiker und Autor
- Fitzpatrick, Jim (* 1959), US-amerikanischer Schauspieler, Filmproduzent, Filmregisseur, Drehbuchautor, Model sowie ehemaliger American-Football-Spieler
- FitzPatrick, Joe (* 1967), schottischer Politiker und Mitglied der Scottish National Party (SNP)
- Fitzpatrick, John (1907–1989), kanadischer Sprinter
- Fitzpatrick, John (* 1943), britischer Autorennfahrer
- Fitzpatrick, John (1946–2020), schottischer Fußballspieler
- Fitzpatrick, John Bernard (1812–1866), US-amerikanischer römisch-katholischer Geistlicher und Bischof von Boston
- Fitzpatrick, John Joseph (1918–2006), US-amerikanischer Geistlicher, römisch-katholischer Bischof von Brownsville
- Fitzpatrick, John W. (* 1951), US-amerikanischer Ornithologe
- Fitzpatrick, Kathleen, US-amerikanische Diplomatin
- Fitzpatrick, Leo (* 1978), US-amerikanischer Filmschauspieler
- Fitzpatrick, Mark (* 1968), kanadischer Eishockeytorwart
- Fitzpatrick, Matthew (* 1994), englischer Golfsportler
- Fitzpatrick, Menna (* 1998), britische Parasportlerin
- Fitzpatrick, Michael (1942–2011), irischer Politiker (Fianna Fáil)
- Fitzpatrick, Mike (1963–2020), US-amerikanischer Politiker
- Fitzpatrick, Minkah (* 1996), US-amerikanischer Footballspieler
- Fitzpatrick, Morgan Cassius (1868–1908), US-amerikanischer Politiker
- Fitzpatrick, Peter (* 1962), irischer Politiker
- Fitzpatrick, Rory (* 1975), US-amerikanischer Eishockeyspieler
- Fitzpatrick, Ryan (* 1982), US-amerikanischer American-Football-SpielerRyan Fitzpatrick (* 1982)

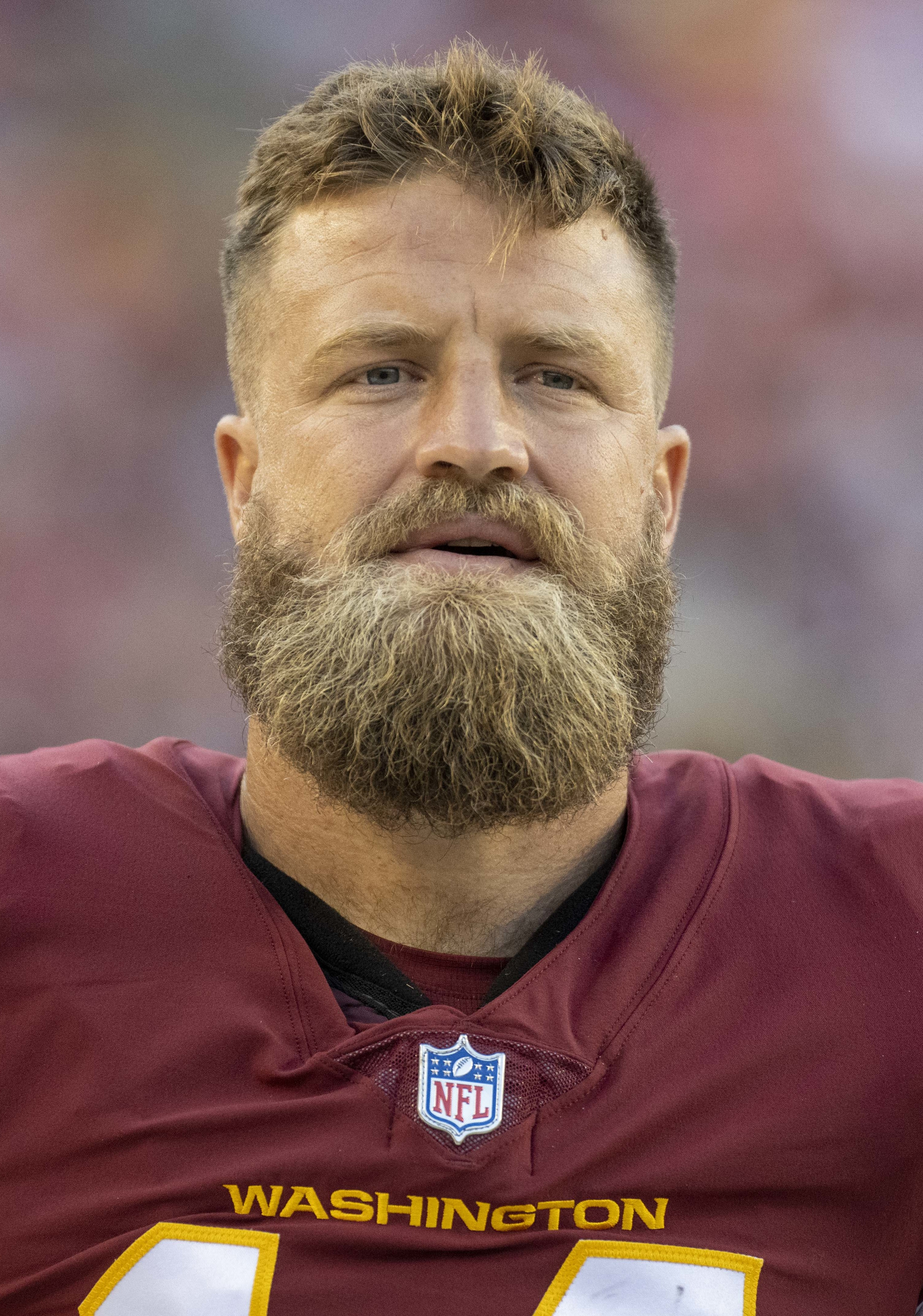
Ryan Fitzpatrick (* 1982)

- Fitzpatrick, Sean (* 1963), neuseeländischer Rugbyspieler
- Fitzpatrick, Sheila (* 1941), US-amerikanische Historikerin
- Fitzpatrick, Thomas (1799–1854), amerikanischer Pelzhändler, Scout und TrapperThomas Fitzpatrick (1799–1854)

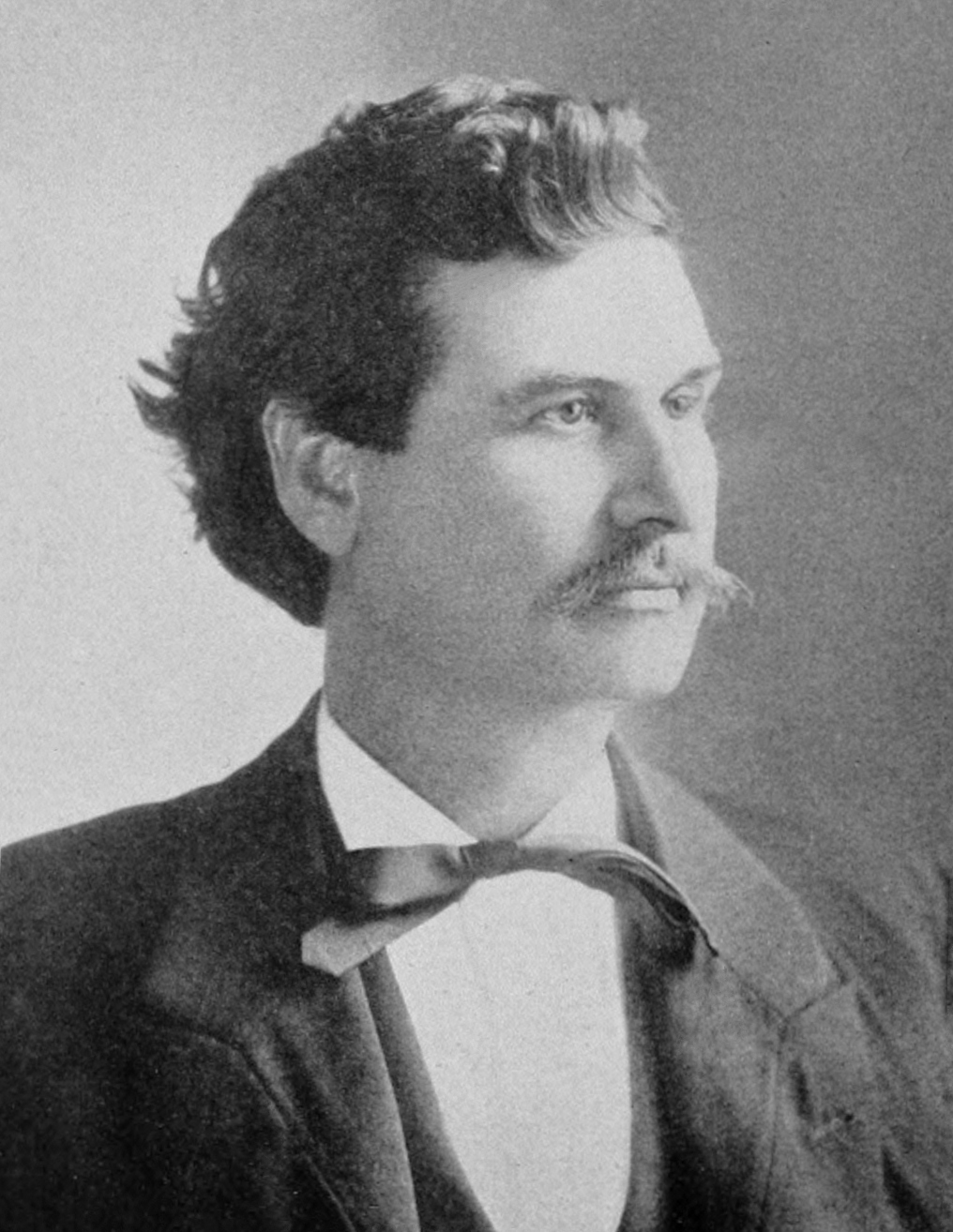
Thomas Fitzpatrick (1799–1854)

- Fitzpatrick, Thomas Benjamin (1896–1974), US-amerikanischer Marineoffizier
- Fitzpatrick, Thomas J. (1918–2006), irischer Politiker (Fine Gael)
- Fitzpatrick, Thomas J. (* 1926), irischer Politiker (Fianna Fáil)
- Fitzpatrick, Thomas Y. (1850–1906), US-amerikanischer Politiker
- Fitzpatrick, Tony (* 1956), schottischer Fußballspieler und -trainer
- FitzPayn, Robert († 1393), englischer Adliger

#### Fitzr
- FitzRalph, Richard († 1360), irischer Theologe, Erzbischof von Armagh
- FitzRandolph, Casey (* 1975), US-amerikanischer Eisschnellläufer
- FitzRobert, William, 2. Earl of Gloucester (1116–1183), englischer Peer sowie Sohn und Erbe von Robert 1. Earl of Gloucester
- FitzRoy, Augustus, 3. Duke of Grafton (1735–1811), britischer Politiker, Premierminister (1768–1770)
- FitzRoy, Barbara (1672–1737), englische Adlige, Tochter einer Mätresse des englischen Königs Karl II.
- FitzRoy, Charles (1764–1829), englischer Offizier, General der British Army und Politiker
- FitzRoy, Charles Augustus (1796–1858), Gouverneur zahlreicher britischer Kolonien
- FitzRoy, Charles, 2. Duke of Cleveland (1662–1730), unehelicher Sohn von König Karl II.
- FitzRoy, Charles, 2. Duke of Grafton (1683–1757), englischer Adliger und Politiker
- FitzRoy, Charles, 6. Baron Southampton (1928–2015), britischer Peer und Politiker
- FitzRoy, Edward (1869–1943), britischer Politiker (Conservative Party) und Sprecher des Unterhauses (House of Commons)
- FitzRoy, George, 1. Duke of Northumberland (1665–1716), illegitimer Sohn von König Karl II. von England
- FitzRoy, George, 4. Duke of Grafton (1760–1844), englischer Adliger und Politiker
- FitzRoy, Henry, 1. Duke of Grafton (1663–1690), illegitimer Sohn des englischen Königs Karl II. und Vize-Admiral der englischen Marine
- Fitzroy, Henry, 1. Duke of Richmond and Somerset († 1536), Außerehelicher Sohn Heinrichs VIII. von EnglandHenry Fitzroy, 1. Duke of Richmond and Somerset († 1536)

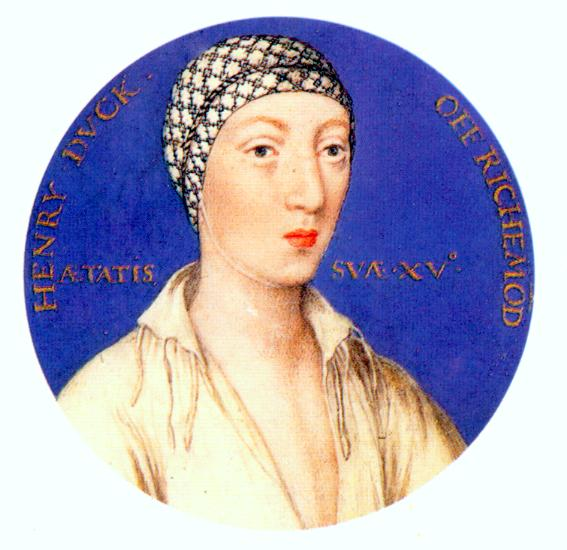
Henry Fitzroy, 1. Duke of Richmond and Somerset († 1536)

- FitzRoy, Henry, 12. Duke of Grafton (* 1978), britischer Peer und Musikveranstalter
- FitzRoy, Hugh, 11. Duke of Grafton (1919–2011), britischer Peer
- FitzRoy, Oliver, unehelicher Sohn des englischen Königs Johann Ohneland
- FitzRoy, Richard († 1120), unehelicher Sohn des anglo-normannischen Königs Heinrich I. Beauclerc
- FitzRoy, Robert (1805–1865), britischer Marineoffizier, Meteorologe und Gouverneur von Neuseeland (1843–1846)
- FitzRoy, William, 3. Duke of Cleveland (1698–1774), englischer Adeliger

#### Fitzs
- Fitzsimmons, Alan, britischer Astronom und Asteroidenentdecker
- Fitzsimmons, Bob (1863–1917), britischer Boxer, Weltmeister im Schwergewicht (1897–1899)
- Fitzsimmons, Cotton (1931–2004), US-amerikanischer Basketballspieler
- Fitzsimmons, Frank (1908–1981), US-amerikanischer GewerkschaftsführerFrank Fitzsimmons (1908–1981)

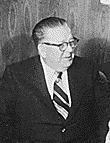
Frank Fitzsimmons (1908–1981)

- Fitzsimmons, Riley (* 1996), australischer Kanute
- Fitzsimmons, Steve (* 1976), australischer Fußballspieler
- Fitzsimmons, Stuart (1956–2019), britischer Skirennläufer
- Fitzsimmons, William (* 1978), US-amerikanischer Singer-Songwriter
- FitzSimon, Laurence Julius (1895–1958), US-amerikanischer Geistlicher, römisch-katholischer Bischof von Amarillo
- Fitzsimons, David (1950–2008), australischer Mittel- und Langstreckenläufer
- Fitzsimons, Eoghan (* 1943), irischer Rechtsanwalt
- Fitzsimons, George Kinzie (1928–2013), US-amerikanischer Geistlicher, römisch-katholischer Bischof von Salina
- Fitzsimons, James (* 1936), irischer Politiker, MdEP
- Fitzsimons, Jeanette (1945–2020), neuseeländische Politikerin (Green Party of Aotearoa New Zealand)
- FitzSimons, John (* 1943), britischer Speerwerfer
- Fitzsimons, John (* 1998), irischer Mittelstreckenläufer
- Fitzsimons, Thomas († 1811), US-amerikanischer Offizier und Politiker

#### Fitzt
- Fitzthum, Josef (1896–1945), österreichischer Generalleutnant der Waffen-SS und Polizei, Politiker (NSDAP), MdRJosef Fitzthum (1896–1945)

Josef Fitzthum (1896–1945)

- Fitzthum, Michael Marco (* 1987), österreichischer Musiker, Sänger und Songwriter

#### Fitzw
- Fitzwalter, Elizabeth (* 1430), englische Adlige
- Fitzwalter, John, 3. Baron Fitzwalter († 1361), englischer Adliger
- Fitzwalter, Robert, 1. Baron Fitzwalter (1247–1326), englischer Adliger und Militär
- Fitzwalter, Robert, 2. Baron Fitzwalter († 1328), englischer Adliger
- Fitzwalter, Walter, 4. Baron Fitzwalter (1345–1386), englischer Adliger und Militär
- Fitzwalter, Walter, 5. Baron Fitzwalter (1368–1406), englischer Adliger
- Fitzwalter, Walter, 7. Baron Fitzwalter (1400–1431), englischer Adliger und Militär
- Fitzwater, Jack (* 1997), englischer Fußballspieler
- FitzWilliam, Richard (1415–1478), englischer Ritter
- Fitzwilliam, Wendy (* 1972), Miss-Universe-Gewinnerin aus Trinidad und Tobago
- Fitzwilliam, William († 1534), englischer Kaufmann und Beamter
- Fitzwilliam, William, 1. Earl of Southampton († 1542), Lordsiegelbewahrer, Chancellor of the Duchy of Lancaster